# Japanische Tempelarchitektur

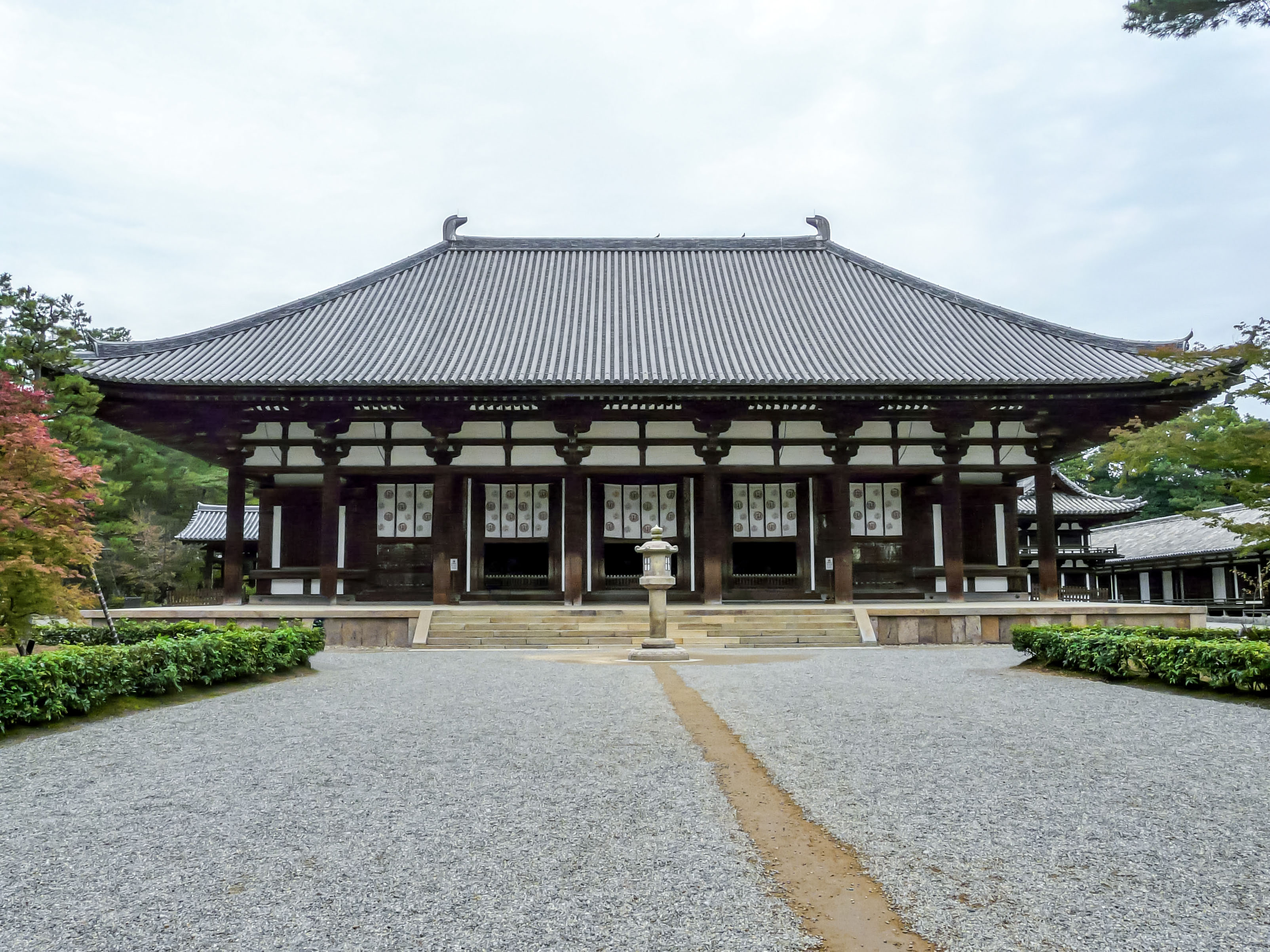
„Japanischer Stil“: Tōshōdai-Tempel (Tōshōdai-ji) in Nara

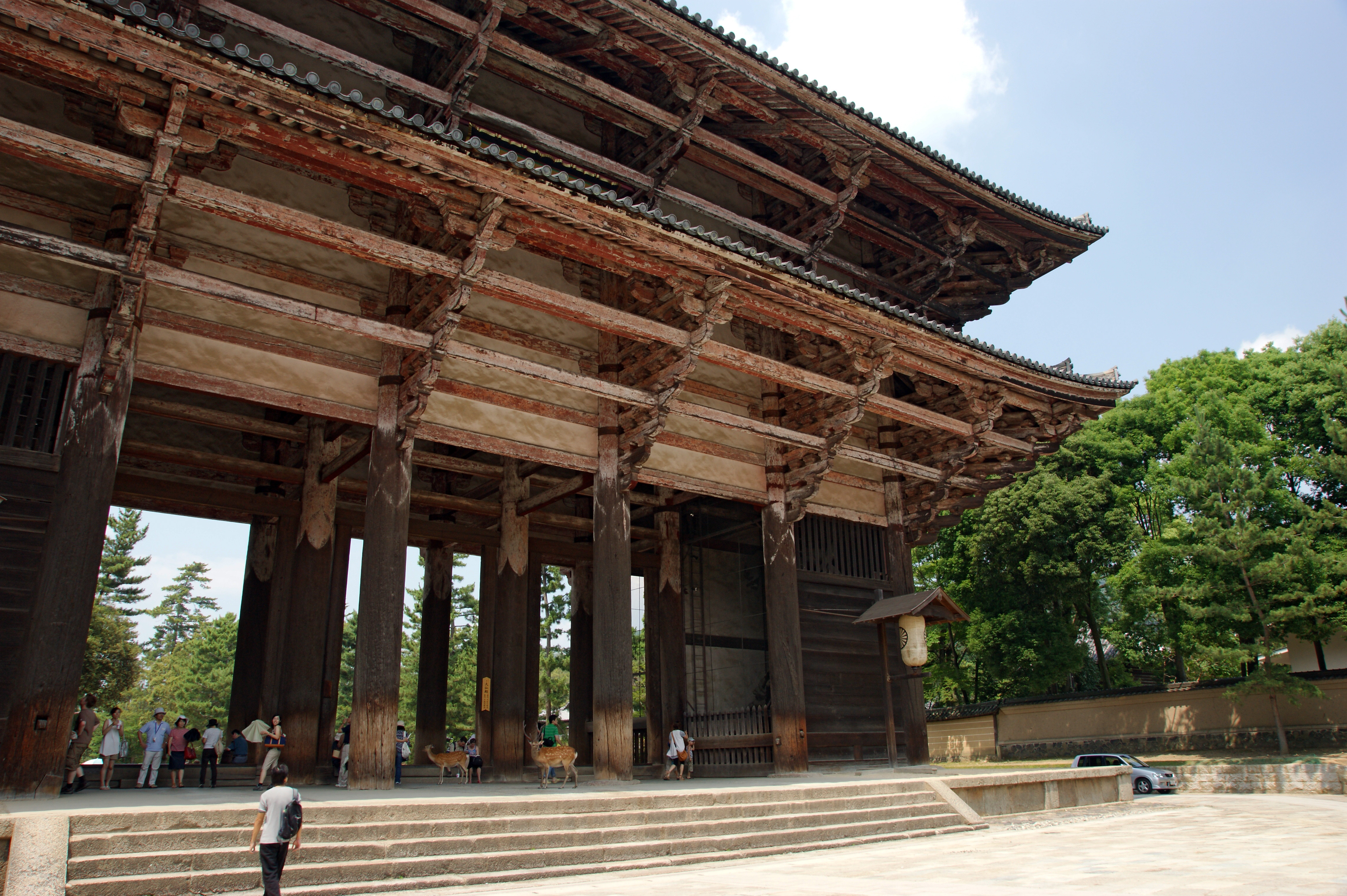
„Daibutsu-Stil“: Großes Südtor (Nandaimon) des Tōdai-Tempels (Tōdai-ji) in Nara

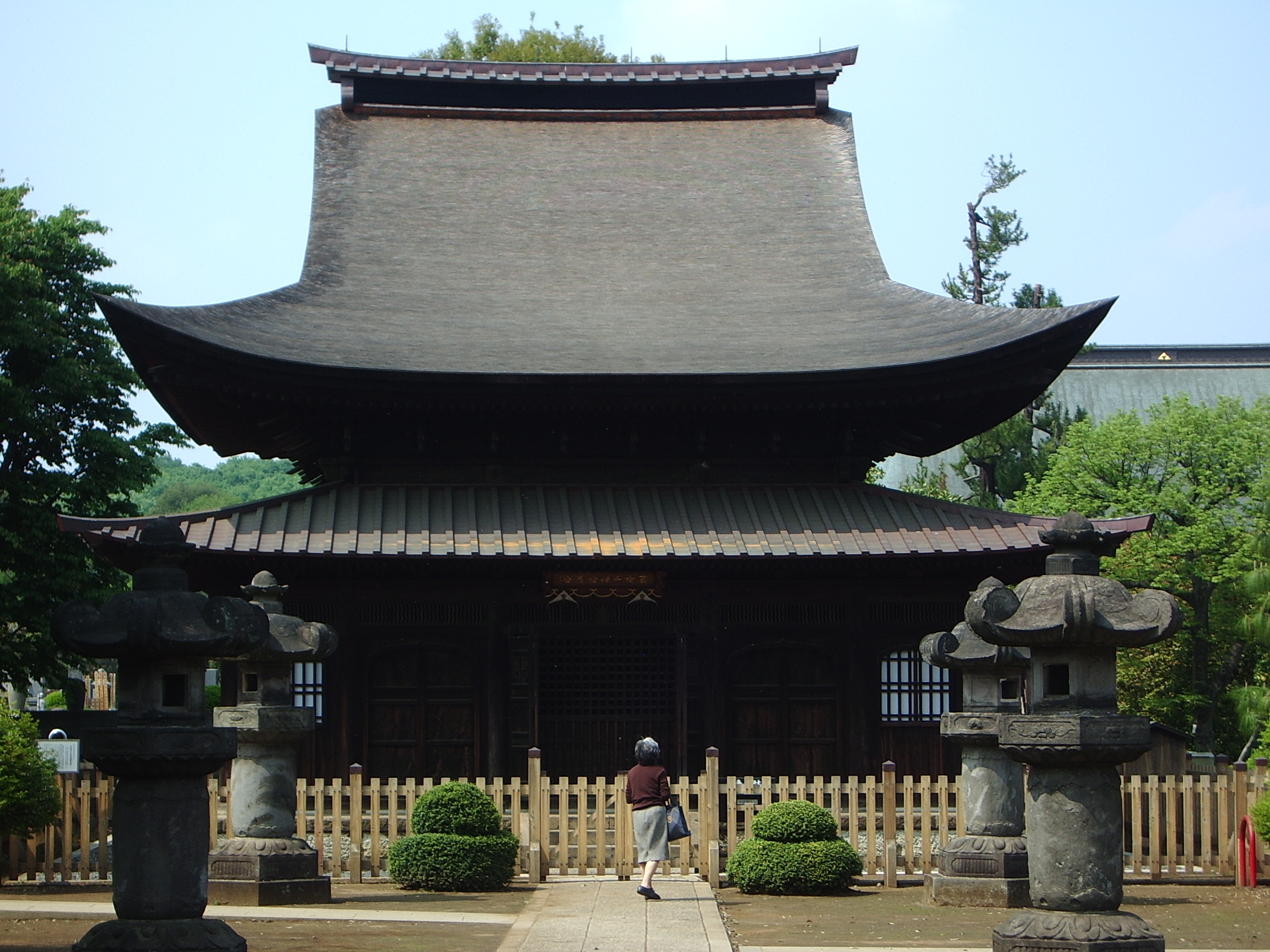
„Zen-Stil“: Shōfuku-Tempel (Shōfuku-ji) in der Stadt Higashi-Murayama in der Präfektur Tokyo

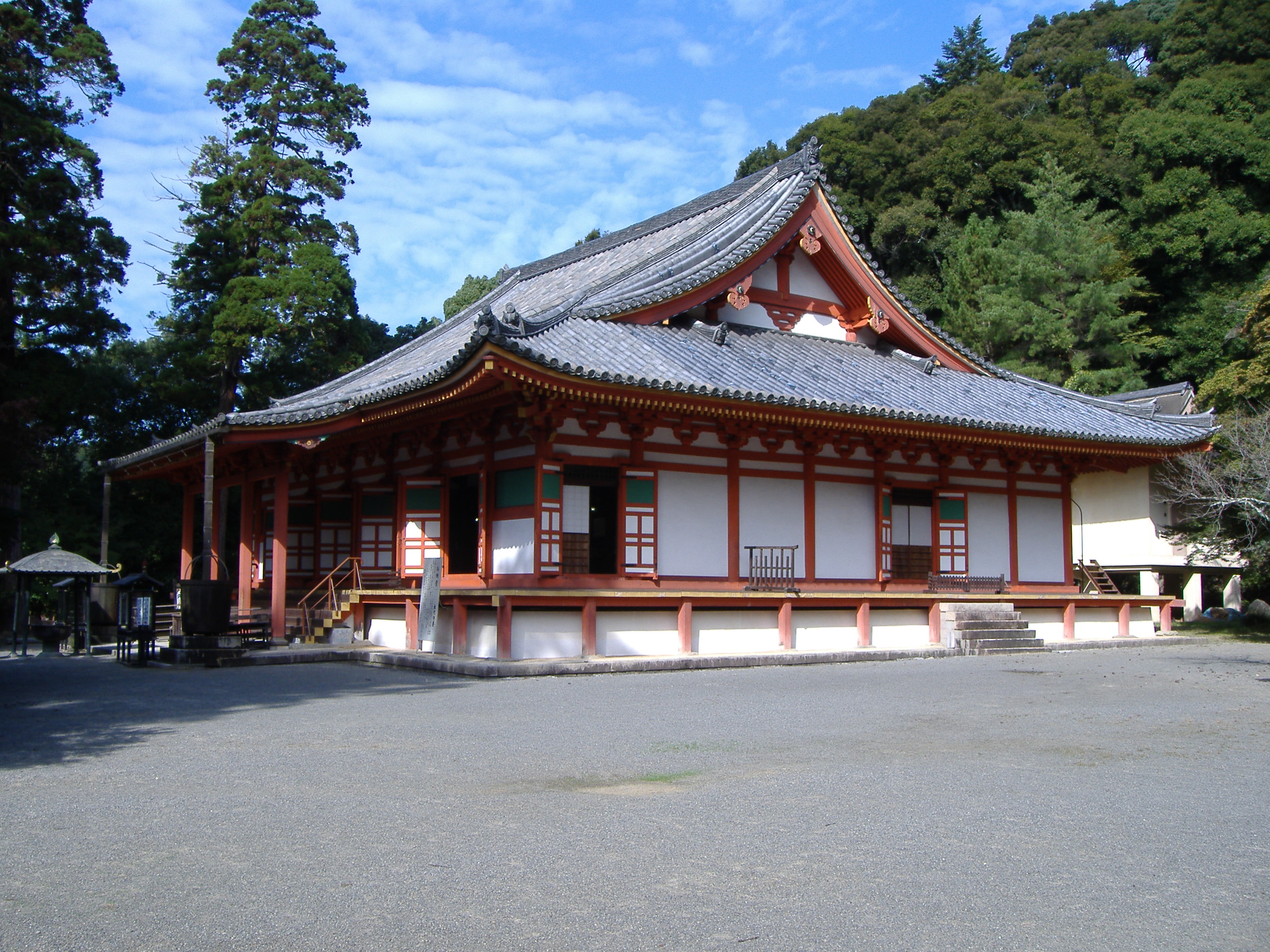
„Eklektizistischer-Stil“: Kanshin-Tempel (Kanshin-ji) in der Präfektur Osaka

Japanische Tempelarchitektur beschreibt eine Ausprägung der japanischen Architektur für buddhistische Tempel. In Japan bezeichnet man buddhistische Sakralbauten als Tempel (jiin) und die des Shinto als Schreine (jinja). Heute gibt es Tempelarchitekturen aus Beton, doch die vormodernen Tempel wurden durchweg in Holzbauweise errichtet. Infolge von Schwammbildung, Insektenfraß, Fäulnis, Blitzeinschlag, Zerstörung durch Taifune, Kriegseinwirkung usw. mussten sie unablässig restauriert und im Falle völliger Zerstörung auch neu gebaut werden. Hierbei integrierte man oft zeitgenössische Stilelemente.

## Drei Hauptstile und ein eklektizistischer Stil
Während sich in Europa die Architekturstile bei Sakralbauten meist gut identifizieren lassen, sind die Unterschiede in Japan weniger auffällig. Einige Details helfen, die Tempel stilistisch und zeitlich einzuordnen. Am häufigsten beobachtet man zwei Stile: den „Japanischen Stil“ (和様 Wayō) und den „Zen-Stil“ (禅宗様 Zenshūyō). Für den dritten Stil, den „Daibutsu-Stil“ (大仏様 Daibutsuyō), gibt es nur wenige Beispiele. Eine weitere Gruppe von Tempeln zeigt einen „Eklektizistischen-Stil“ (折衷様 setchū-yō).

### Japanischer Stil
Mit dem Buddhismus kam ab dem 6. Jahrhundert eine hoch entwickelte chinesische Tempel-Architektur nach Japan, die dem einheimischen Geschmack angepasst wurde. Die Gebäude wirken leichter, vor allem die Pagoden aus Holz zeigen eigenständige japanische Charakteristika.
Die Gebäude dieses „Japanischen Stils“ wurden im Rahmen einer garan (伽藍) genannten Tempel-Anlage errichtet. Der Name leitet sich von Sanskrit saṃghārāma, dem Ruhe- und Meditationsplatz der Mönche her, den man im Japanischen als sōgya ranma (僧伽欄摩) schrieb.
. Die frühe Form, heute „Sieben-Hallen-Anlage der Südlichen Hauptstadt“ (Nanto-shichidō-garan, 南都七堂伽藍) genannt, bestand aus sieben, in einem rechtwinkligen Grundriss arrangierten Gebäuden:
- Haupthalle (本堂 hondō oder 金堂 kondō),
- Lehrhalle (講堂 kōdō),
- Pagode (塔 tō),
- Sutrenspeicher (経蔵 kyōzō),
- Glockenturm (鐘楼 shōrō),
- Mönchsquartier (僧坊 sōbō).
- Speisesaal (食堂 jikidō).

Berühmte Beispiele hierfür sind der von dem Kronprinzen Shōtoku um 623 errichtete Shitennō-Tempel (Shitennō-ji) in Ōsaka, der nach der Zerstörung im Zweiten Weltkrieg nach alten Plänen wieder aufgebaut wurde, sowie der Hōryū-Tempel (Hōryū-ji), der ebenfalls auf Shōtoku zurückgeht. Mit dem Aufbau der Kaiserstadt Heijō-kyō (heute Nara) ab 710 entstand eine Reihe von Tempeln. Einige blieben auch nach dem Umzug des Tennō nach Heian-kyō (Kyōto) mehr oder minder vollständig erhalten.
Der Name „Japanischer Stil“ (wayō) kam erst in der Kamakura-Zeit auf, als neue chinesische Stilrichtungen ins Land kamen und die Unterschiede bewusst wurden.

### Daibutsu-Stil
Nachdem der aus dem 8. Jahrhundert stammende Tōdai-Tempel (Tōdai-ji) am Ende der Heian-Zeit bei kriegerischen Auseinandersetzungen zerstört worden war, baute man ihn im damals aus China übernommenen „Daibutsu-Stil“, wörtlich Großbuddha-Stil, wieder auf. Ende des 16. Jahrhunderts wurde die Anlage erneut zerstört. Beim Wiederaufbau im Jahre 1705 reduzierte man die Größe und mischte zeitgenössische Elemente ein. Daher ist der „Daibutsu-Stil“ in reiner Form in Nara nur beim „Großen Südtor“ (南大門 Nandaimon) erhalten. Ein weiteres Beispiel ist der Jōdō-Tempel (Jōdō-ji) in der Präfektur Hyōgo.

### Zen-Stil
In der Kamakura-Zeit erreichte mit dem Zen-Buddhismus die Architektur der chinesischen Song-Dynastie das Land. Die Bauwerke sind kleiner mit einem auffallend hohem Dach. Bei größeren Zen-Tempeln ist der Unterschied zum „Japanischen Stil“ allerdings weniger deutlich.
Mit dem Zen kam es auch zu einer veränderten Gestaltung des Gebäude-Arrangements. In Zentempel-Anlagen (Zenshū garan 禅宗伽藍) gibt es keine Pagoden. Die Gebäude sind nach Möglichkeit an einer Längsachse orientiert:
- „Buddha-Halle“ (仏殿 butsuden), (仏堂 butsudō),
- Lehrhalle (法堂 hattō),
- Sutrenspeicher (経蔵 kyōzō),
- Glocke (梵鐘 bonshō),
- Refektorium (庫裏 kuri),
- Badehaus (浴室 yokushitsu),
- Großes Tor (山門), auch „Tor der Drei Befreiungen“ (sanmon 三門) genannt.

Vor allem in Kamakura hingegen, wo die Tempel in Bergnischen errichtet wurden, verzichtete man auf die eigentlich erwünschte strenge Anordnung der Gebäude.

## Vergleich der Stile
Die drei Stile unterscheiden sich in mehr oder weniger auffälligen Details.
- Tempel im „Japanischen Stil“ zeigen Dächer mit an den Ecken leicht angehobene Traufbalken (noki kaeri 軒返り). Sie haben einen erhöhten Holzfußboden, die Säulen stehen auf einem gewölbten Fundament (rengeza 蓮華座, wörtl. Lotossitz), und es gibt nur aufgeschraubte oder aufgelegte Querbalken zwischen den Säulen. Zwischen den Querbalken findet man Abstandhalter (kaerumata 蛙股・蟇股, wörtl. Froschschenkel). Die Fenster haben eine rechteckige Form und Holzgitter.
- Tempel und andere Bauten im „Daibutsu-Stil“ sind selten. Ihr hervorstechendes Merkmal sind über den Säulen ausladende Querholz-Klammern (肘木 hijiki).
- Tempel im „Zen-Stil“ zeigen ebenfalls Dächer mit angehobener Traufe (noki kaeri) an den Ecken. Der Fußboden ist nicht erhöht, mit Steinplatten belegt oder lediglich gestampfter Lehm. Die Säulen ruhen auf runden Steinplatten (garan-ishi bzw. garan-seki 伽藍石). Es gibt eingesteckte Querbalken, die höhere Stabilität verleihen. Die Abstandshalter zwischen den Querbalken haben eine geometrische Form. Die Fenster zeigen oft eine Glockenform und werden dann kato-mado (火灯窓・花頭窓, etwa so viel wie Feuerlampenfenster bzw. Blumenkopffenster) genannt.

Die Tempel haben oft eine Spiegeldecke, die gelegentlich mit einem Drachen bemalt ist. Befindet man sich im Zentrum darunter und klatscht in die Hände, so erklingt ein Echo, das „Drachen-Gelächter“. Beispiele hierfür sind die von Kanō Tan’yū gemalten Drachen in der Lehrhalle des Myōshin-Tempels (Myōshin-ji) oder der Lehrhalle des Shōkoku-Tempels (Shōkoku-ji).

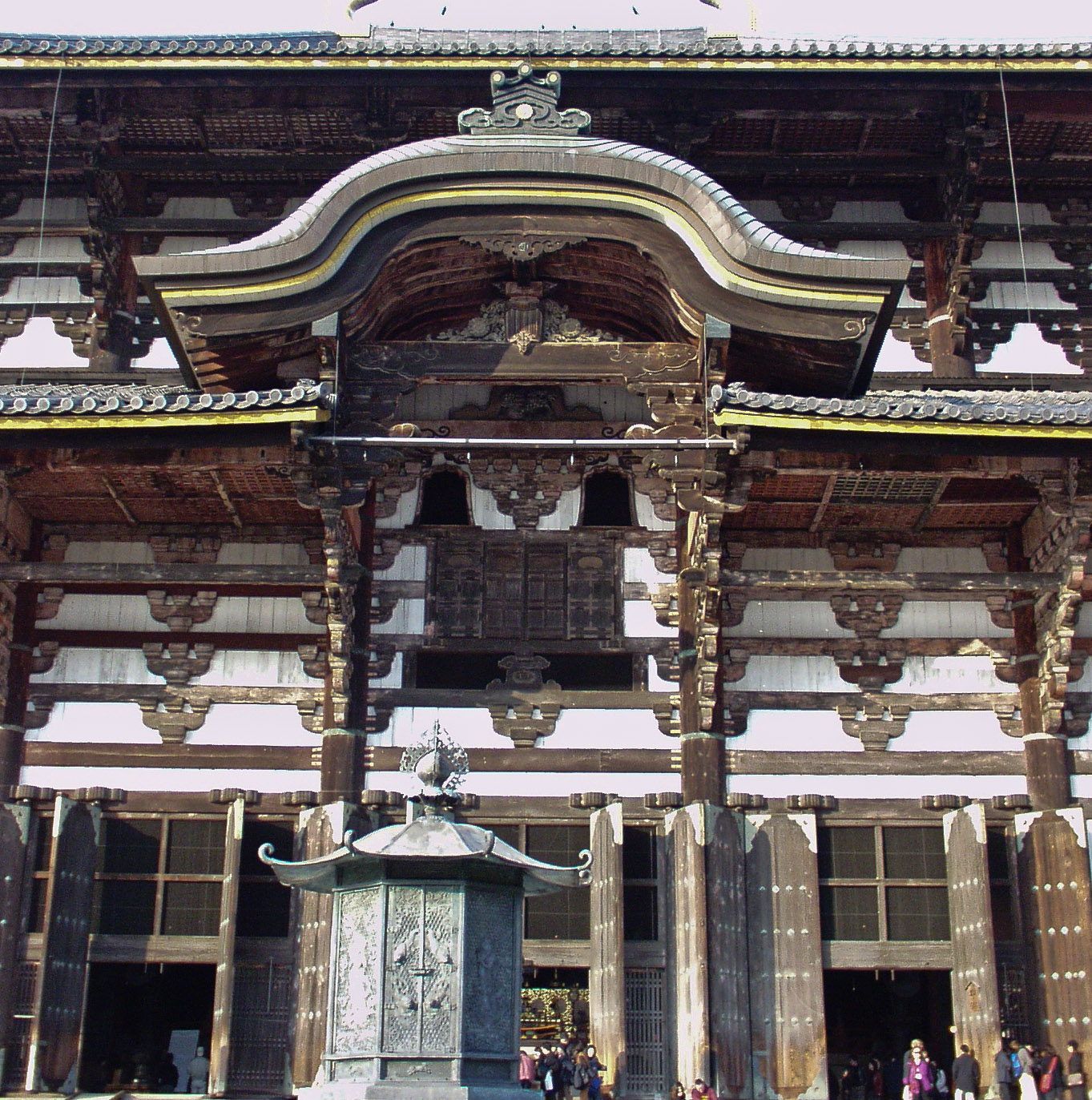
wellenförmiger Ortgang (karahafu) über dem Mittelteil des Tōdai-Tempels (Tōdai-ji)
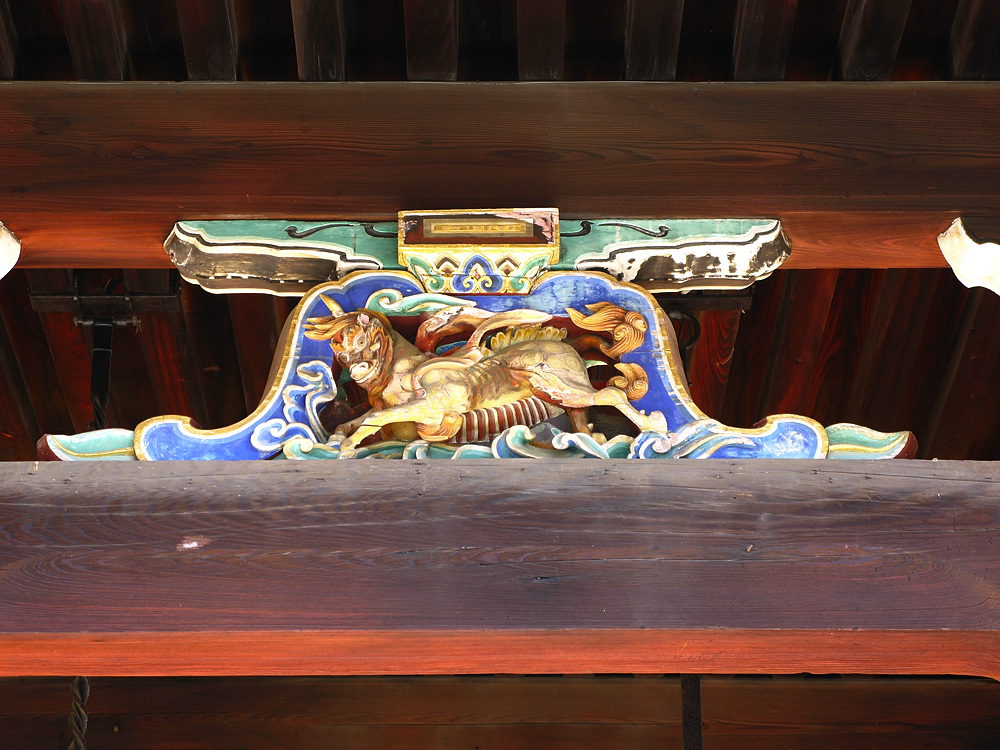
Zwischenstück (kaeru-mata)
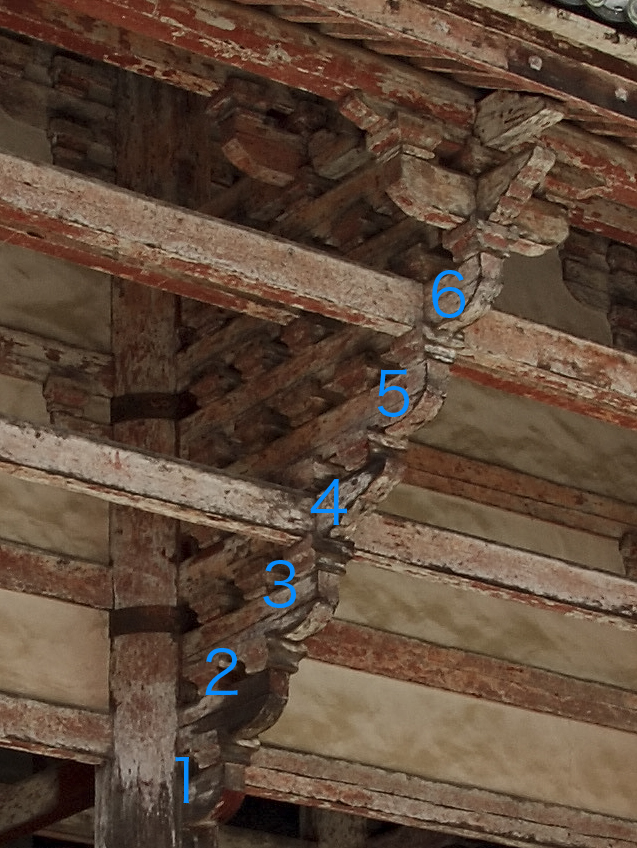
sechsstufige Klammern im Nandaimon (Nara)
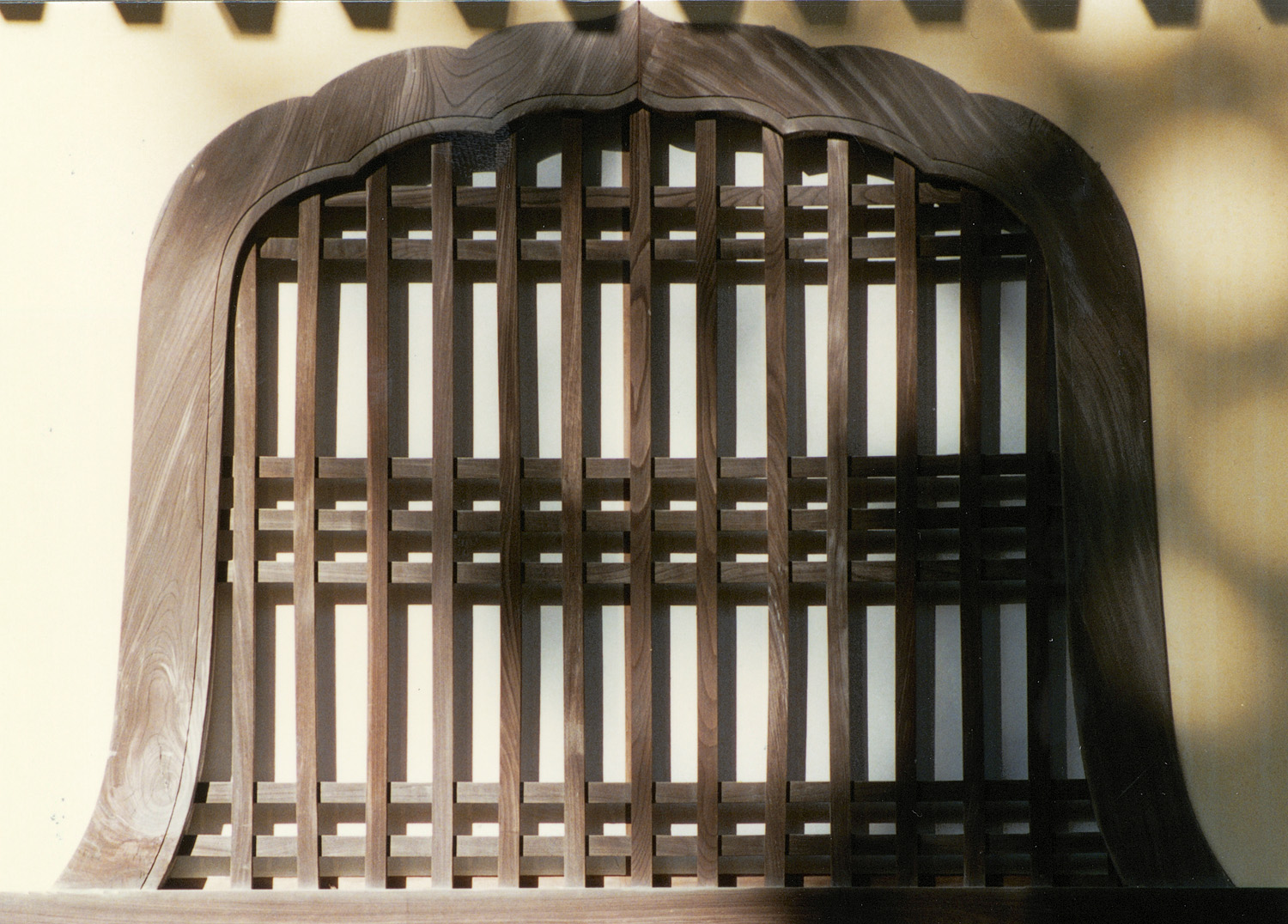
Glockenförmiges Fenster (katō-mado) in Nanzen-Tempel (Nanzen-ji), Kyōto

## Edo-Zeit
Zu Beginn der Edo-Zeit kam mit der Ōbaku-Schule (Ōbaku-shū 黄檗宗) eine weitere zenbuddhistische Glaubensrichtung nach Japan, die einen eigenen Stil mitbrachte. Ihr Zentrum liegt im Süden der Präfektur Kyōto, architektonisch ist sie darüber hinaus kaum verbreitet.
Viele der heutigen „alten Tempel“ sind Wiederaufbauten aus der Edo-Zeit. Oft erkennt man das am geschwungenen chinesischen Ortgang und Ziergiebel (唐破風 karahafū).

## 20. Jahrhundert
Nach dem Großen Kantō-Erdbeben im Jahre 1923 wurde der zerstörte Hongan-Tempel im Tokyoter Stadtviertel Tsukiji (Tsukiji Hongan-ji) in den Jahren 1931 bis 1934 von Itō Chūta im „indischen Stil“ wieder errichtet. Während des Zweiten Weltkriegs ging eine große Zahl von Tempeln in Flammen auf. Beim Wiederaufbau ahmte man oft die vormalige Form das Holzbauwerks in Beton nach.
Daneben gibt es Versuche mit alten und neuen Baustoffen und -formen. Zu den bemerkenswerten Beispielen der modernen Tempelarchitektur gehört die auch innen sehenswerte Buddha-Halle (Shakaden) der neureligiösen „Gesellschaft der Freunde der Geister“ (Reiyūkai) in Tokyo. Noch radikaler in der Form unter Bewahrung der spirituellen Atmosphäre ist die preisgekrönte Anbetungshalle des Ekō-Temples (Ekō-in Nenbutsudō 回向院念仏堂) von Kawahara Yutaka in Tokyo (Sumida-ku, Ryōgoku) wie auch der von Andō Tadao 2001 Kōmyō-Tempel (Kōmyō-ji) in Saijō (Präfektur Ehime) 2001.

Beispiele
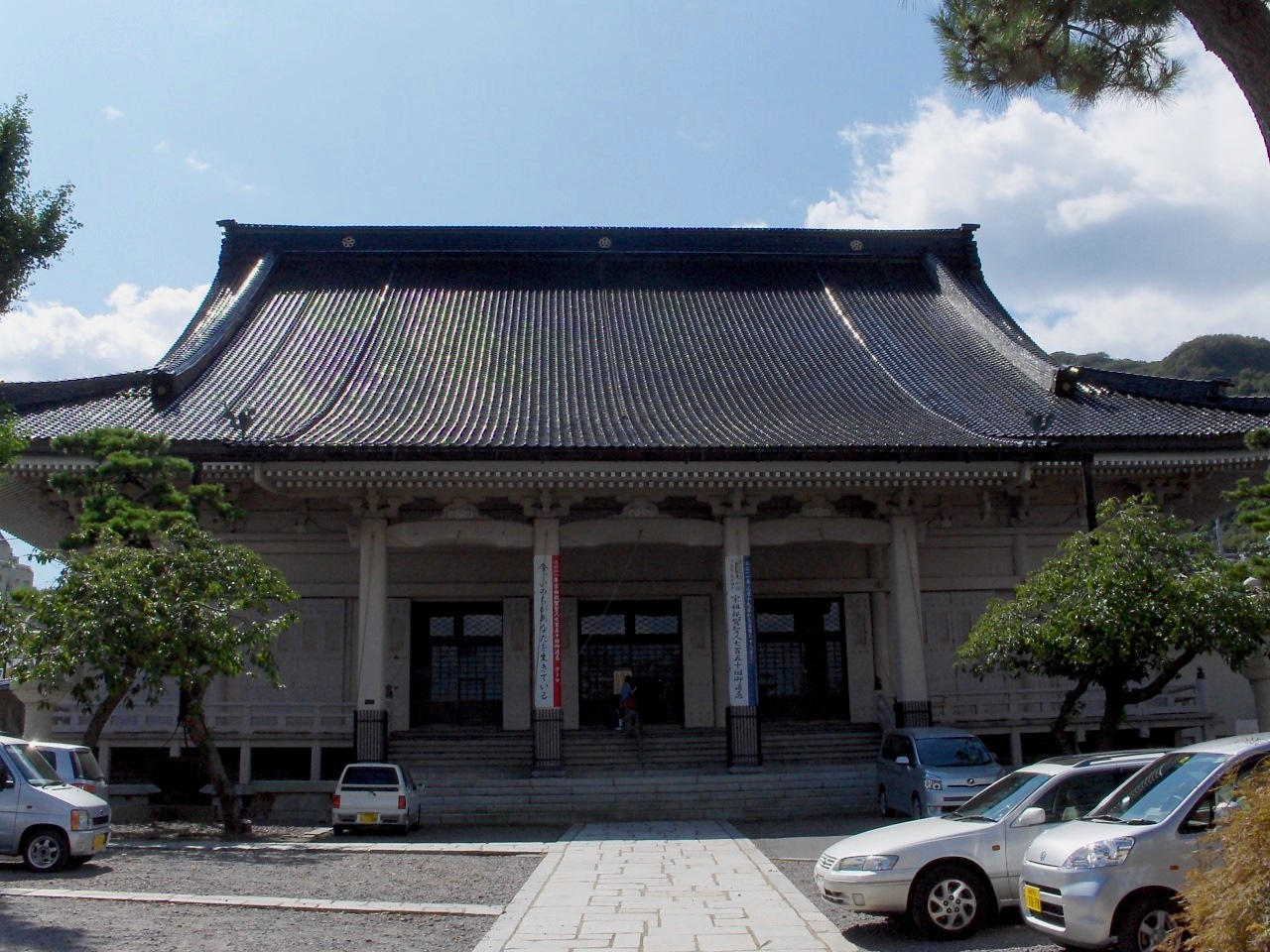
Der erste in Beton errichtete Tempel Japans: Ōtani Hongan-ji Hakodate Betsu-in (大谷派本願寺函館別院) in Hakodate, gebaut 1912
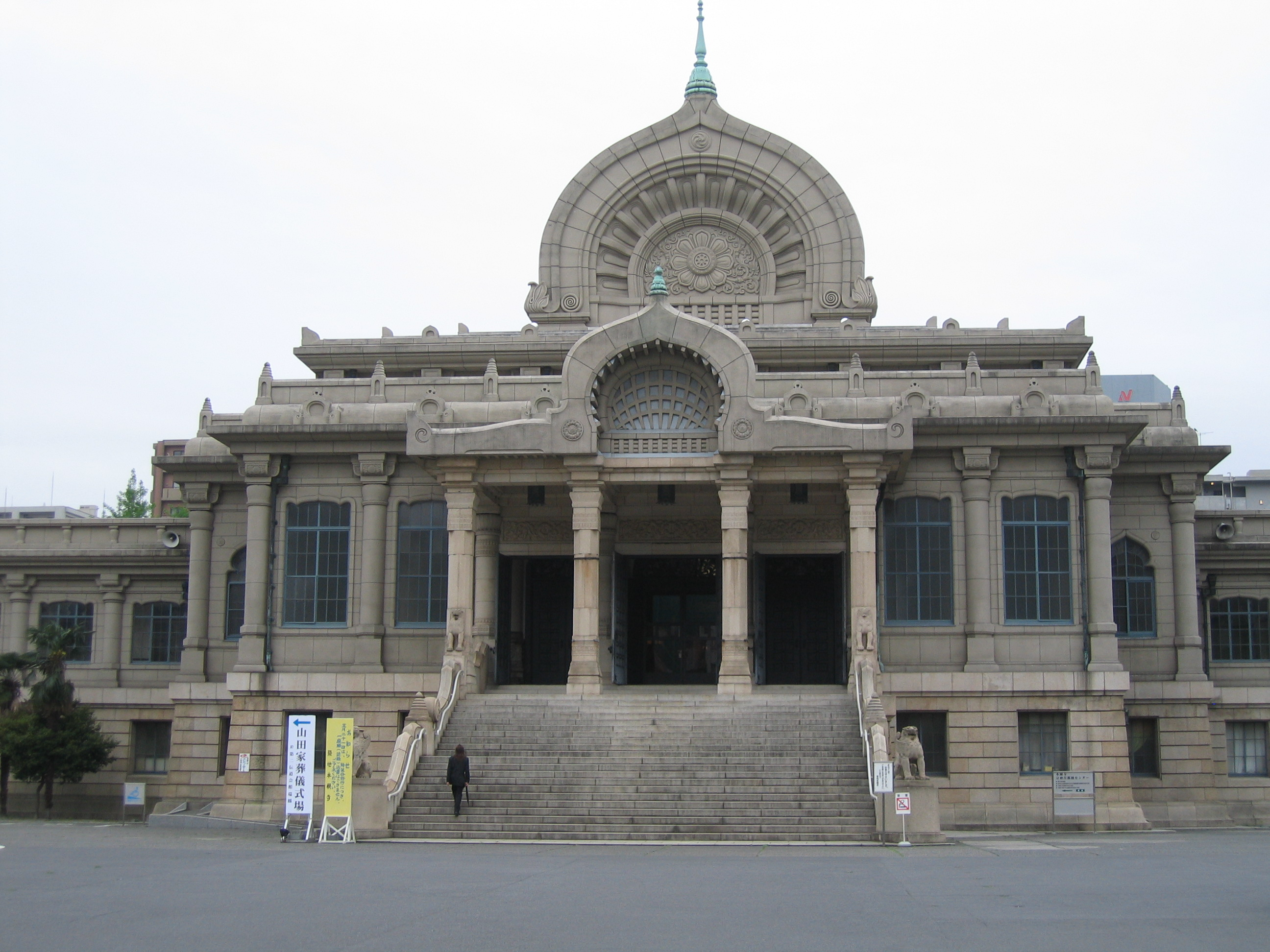
Tsukiji Hongan-Tempel (Tsukiji Hongan-ji) in Tokyo
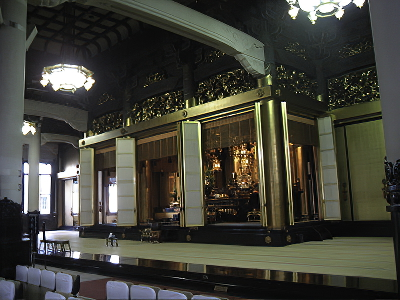
Inneres der Haupthalle des Tsukiji Hongan-Tempels
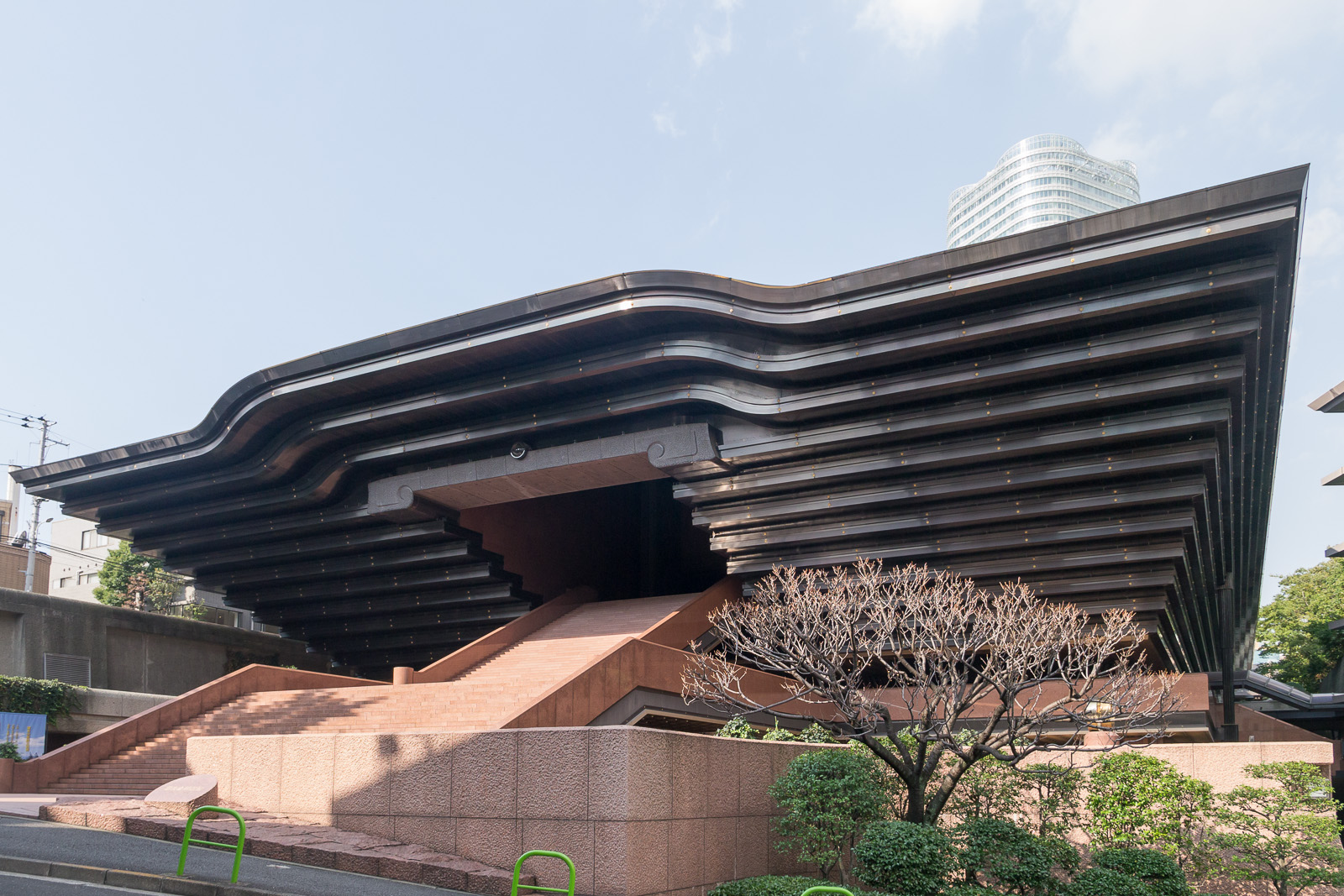
Buddha-Halle (Shakaden) der Reiyūkai in Tokyo

## Details und Fachbegriffe

### Arrangement der Tempelanlagen
Die Bezeichnung Shichidō garan (七堂伽藍), meist zu garan verkürzt, erscheint erst in Texten der Edo-Zeit. Sie wird seither als Name einer Tempelanlage mit sieben Hallen (shichidō) verstanden. Doch die Beschreibungen von Tempeln in alten Schriften wie auch die bis heute erhaltenen Anlagen zeigen große Unterschiede hinsichtlich der Zahl der Gebäude und deren Arrangement.
Ursprünglich spielte die Pagode, in der man Reliquien deponierte, die wichtigste Rolle. Mit der Zeit gewann die Goldhalle (kondō) mit ihren Statuen und Bildern an Bedeutung und rückte ins Zentrum der Anlage. Zen-Tempel verzichteten schließlich ganz auf Pagoden.

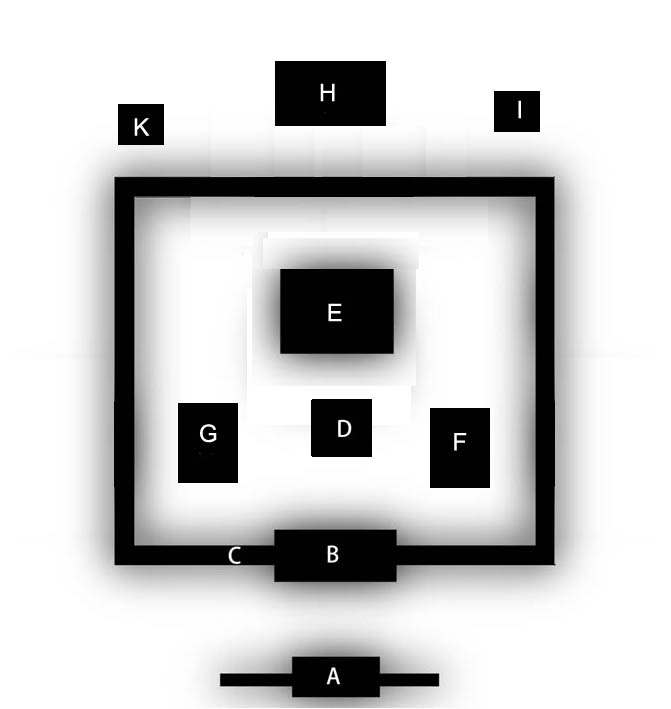
Anlage des Asuka-Tempels (Asukadera 飛鳥寺), einst in Asuka (Bezirk Takichi, Yamato) gelegen. A Südtor, B Mittleres Tor, C Rundgang, D Pagode, E Nördliche Gold-Halle, F Östliche Gold-Halle, G Westliche Gold-Halle, H Lehrhalle, I Sutrenspeicher, K Glockenturm
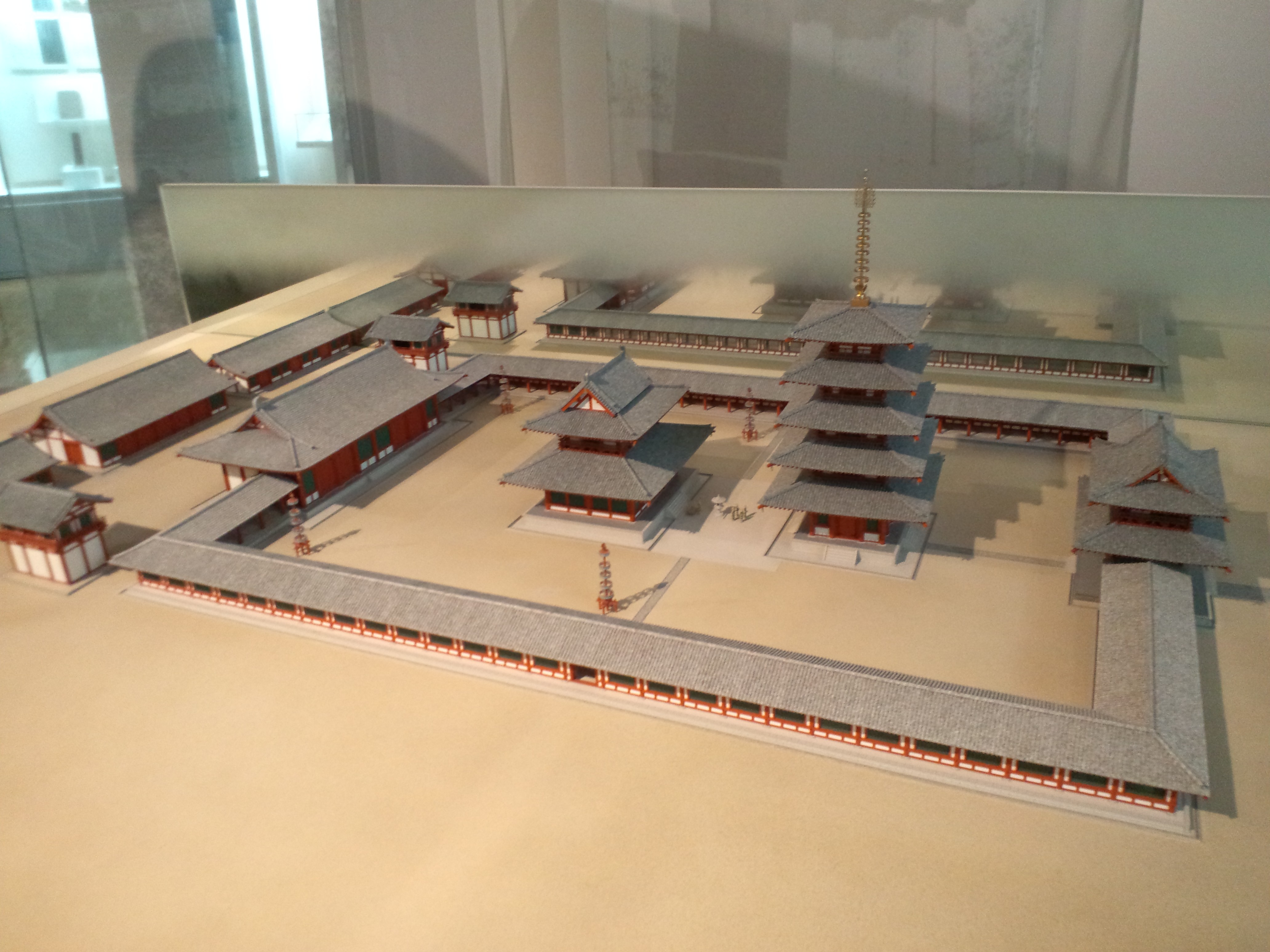
Modell des Shitennō-Tempels (Shitennō-ji) in Osaka
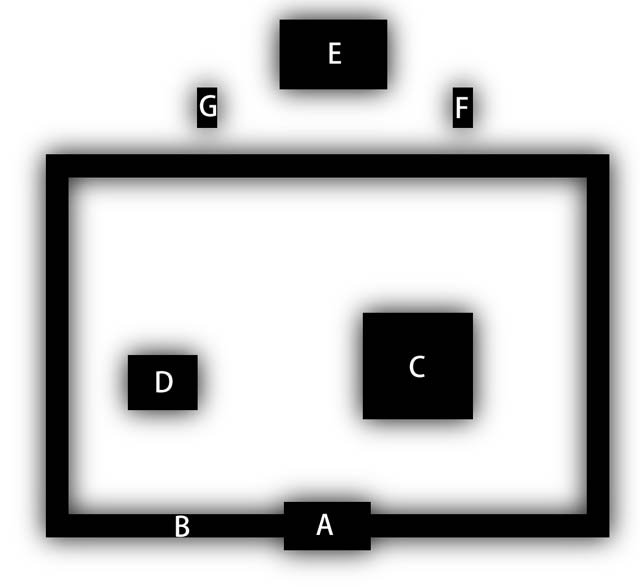
Anlage des Hōryū-Tempels (Hōryū-ji), Präfektur Nara: A Zentraltor, B Rundgang, C Goldhalle, D Pagode, E Lehrhalle, F Sutrenspeicher, G Glockenturm
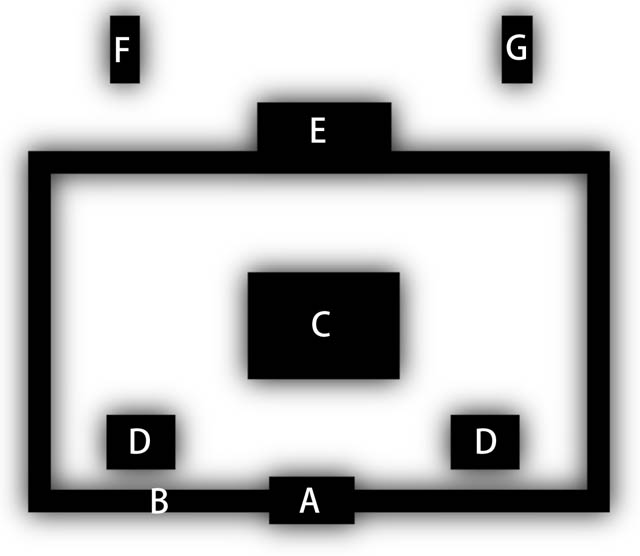
Yakushi-Tempel (Yakushi-ji) in Nara: A Zentraltor, B Rundgang, C Goldhalle, D Pagode, E Lehrhalle, F Glockenturm, G Sutrenspeicher
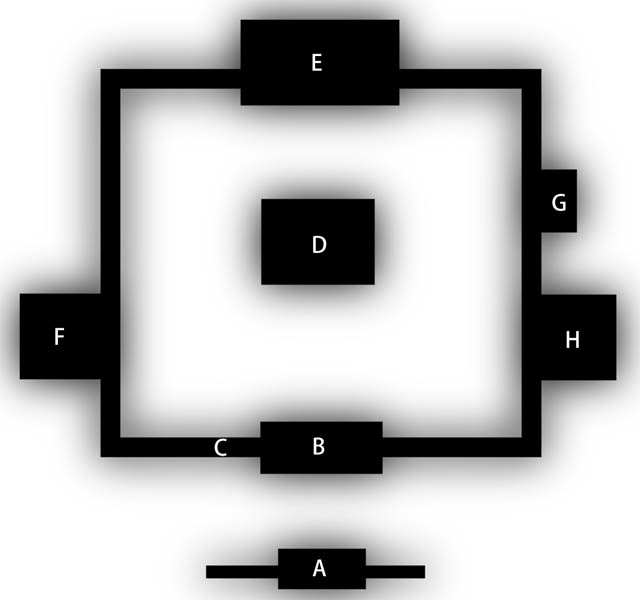
Zuiryū-Tempel (Zuiryū-ji), ein Tempel der Sōtō-Zenschule in Takaoka (Präfektur Toyama): A vorgesetztes Hauptportal, B Tor der Drei Befreiungen, C Rundgang, D Buddha-Halle, E Lehrhalle, F Zen-Halle (Meditationshalle), G Glockenturm, H Wohn- und Wirtschaftsgebäude

### Dächer

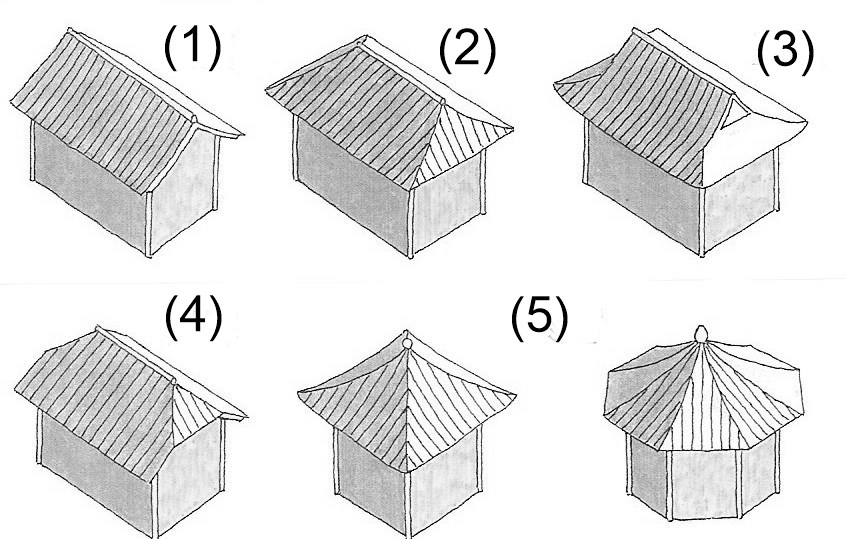
Dachformen

Die großen Dächer sind ein wesentliches Element des Tempels. Sie laufen in der Regel mit einem aufwendig gestalteten Unterbau in Schwüngen aus. Man unterscheidet folgende Typen:
1. Satteldach (切妻 kirizuma)
2. Walmdach (寄棟 yosemune)
3. Fußwalmdach (入母屋 irimoya)
4. Krüppel-Walmdach (半切妻 han-kirizuma)
5. Pyramiden-Dach (方形・宝形 hōgyō)

Dächer werden gelegentlich durch Überdachung des Eingangs (向拝 kōhai) bzw. um Vordächer (廂・庇 hisashi) erweitert. Besonders bei Pagoden findet man Saumdächer (裳階 mokoshi), die die Zahl der Stockwerke optisch vermehren.

Beispiele
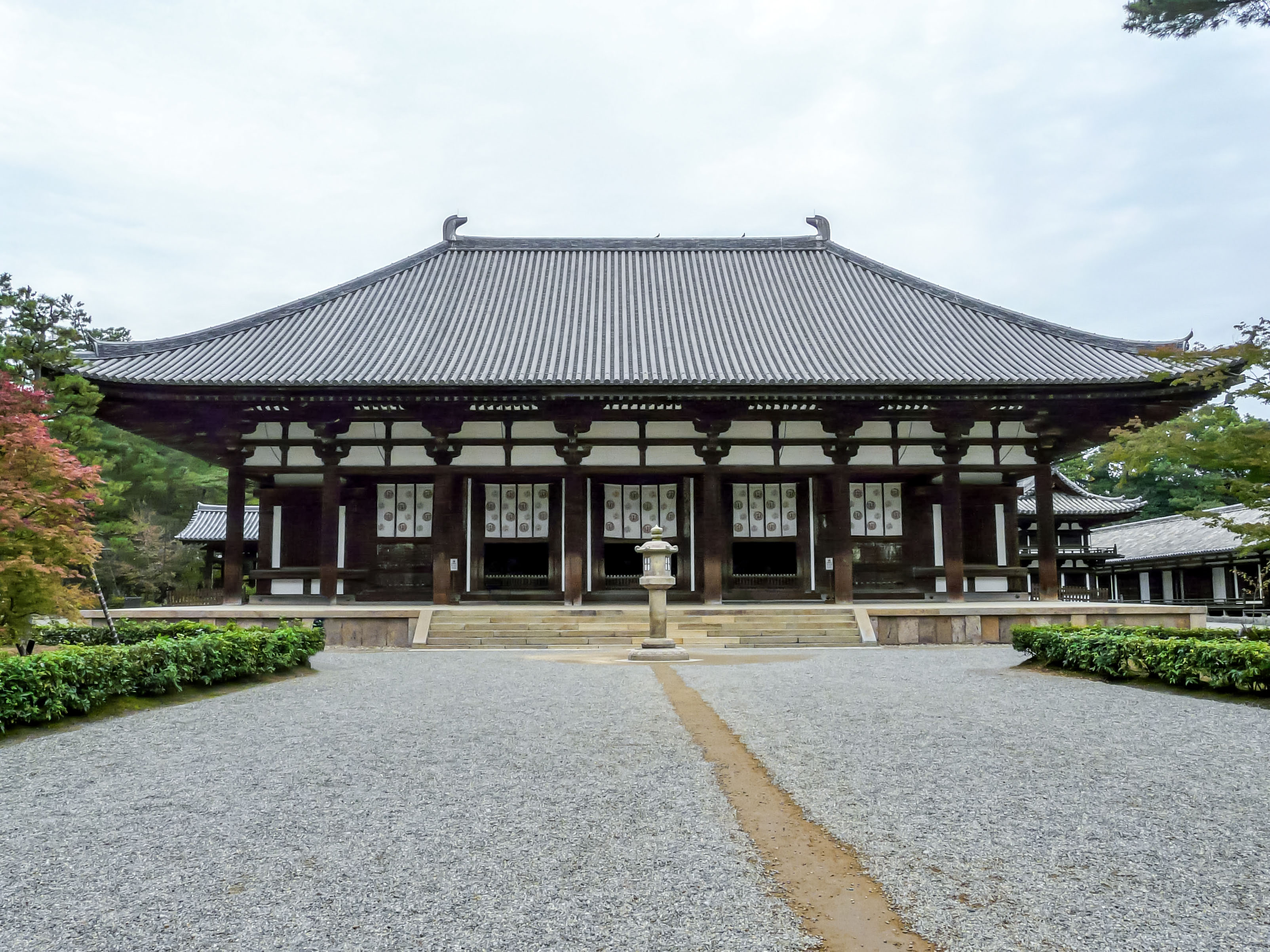
Dachform yosemune im Tōshōdai-Tempel (Tōshōdai-ji), Nara
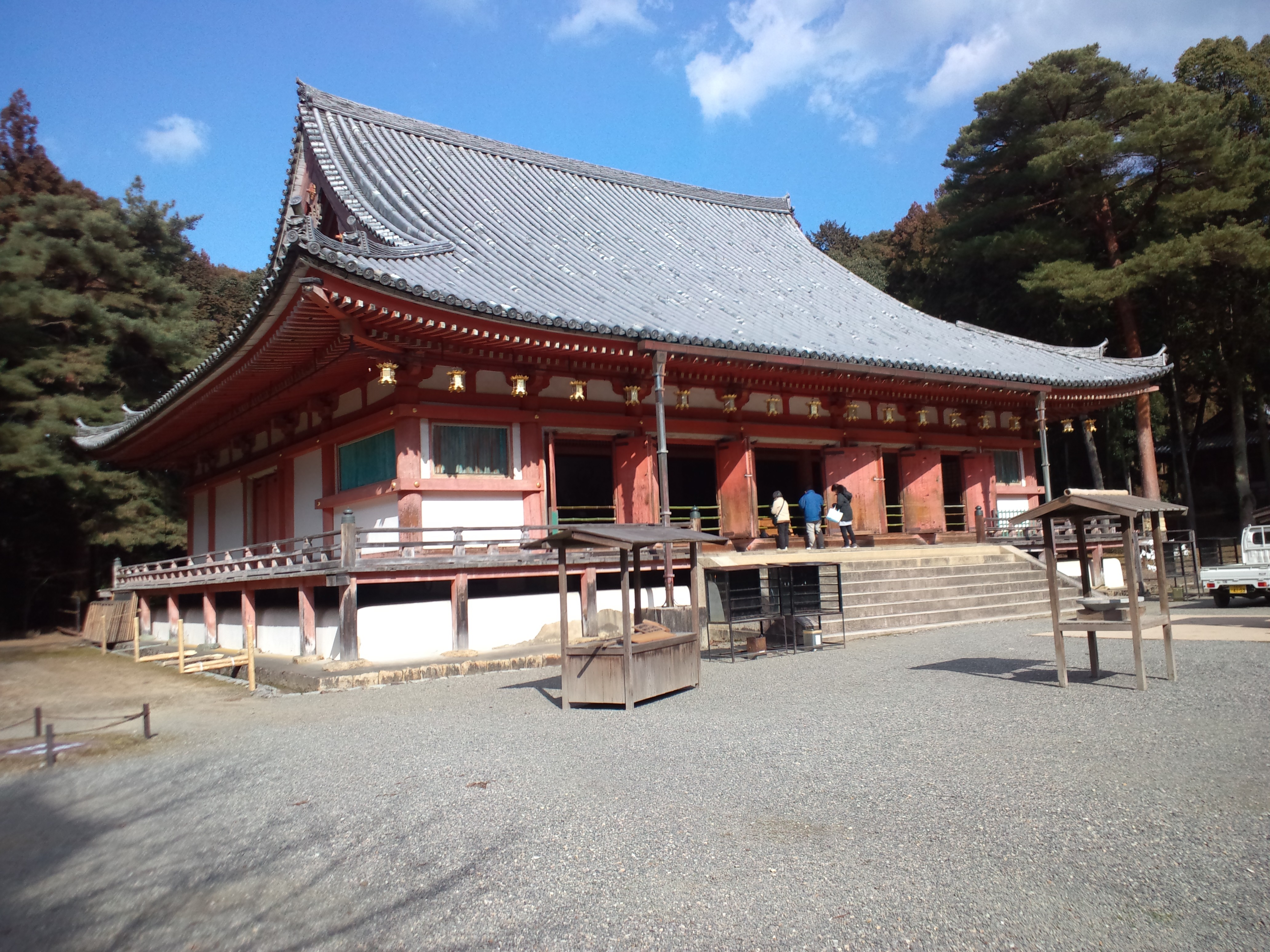
Dachform irimoya des Daigo-Tempels (Daigo-ji), Kyoto
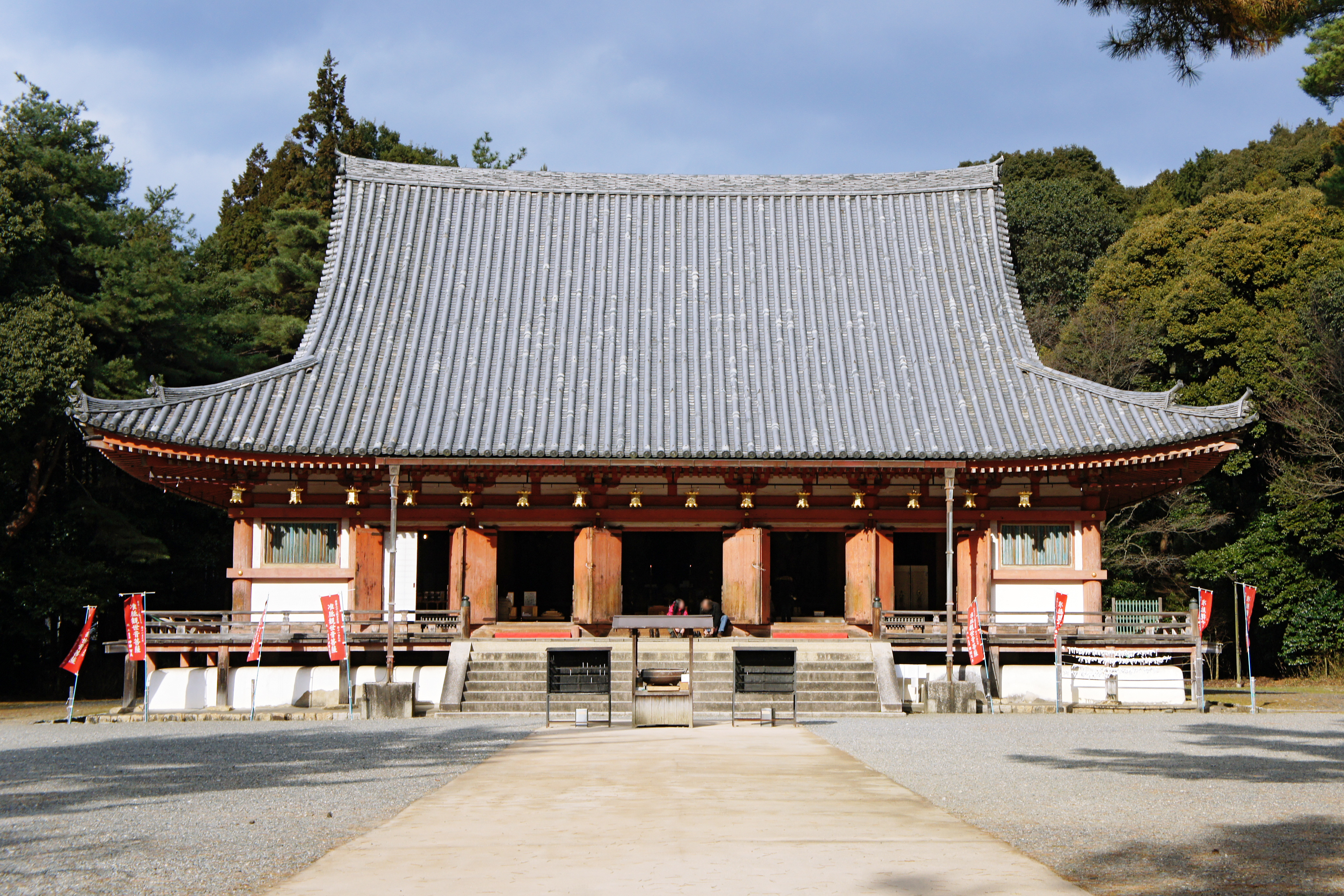
Dachform irimoya frontal des Daigo-Tempels (Daigo-ji), Kyoto
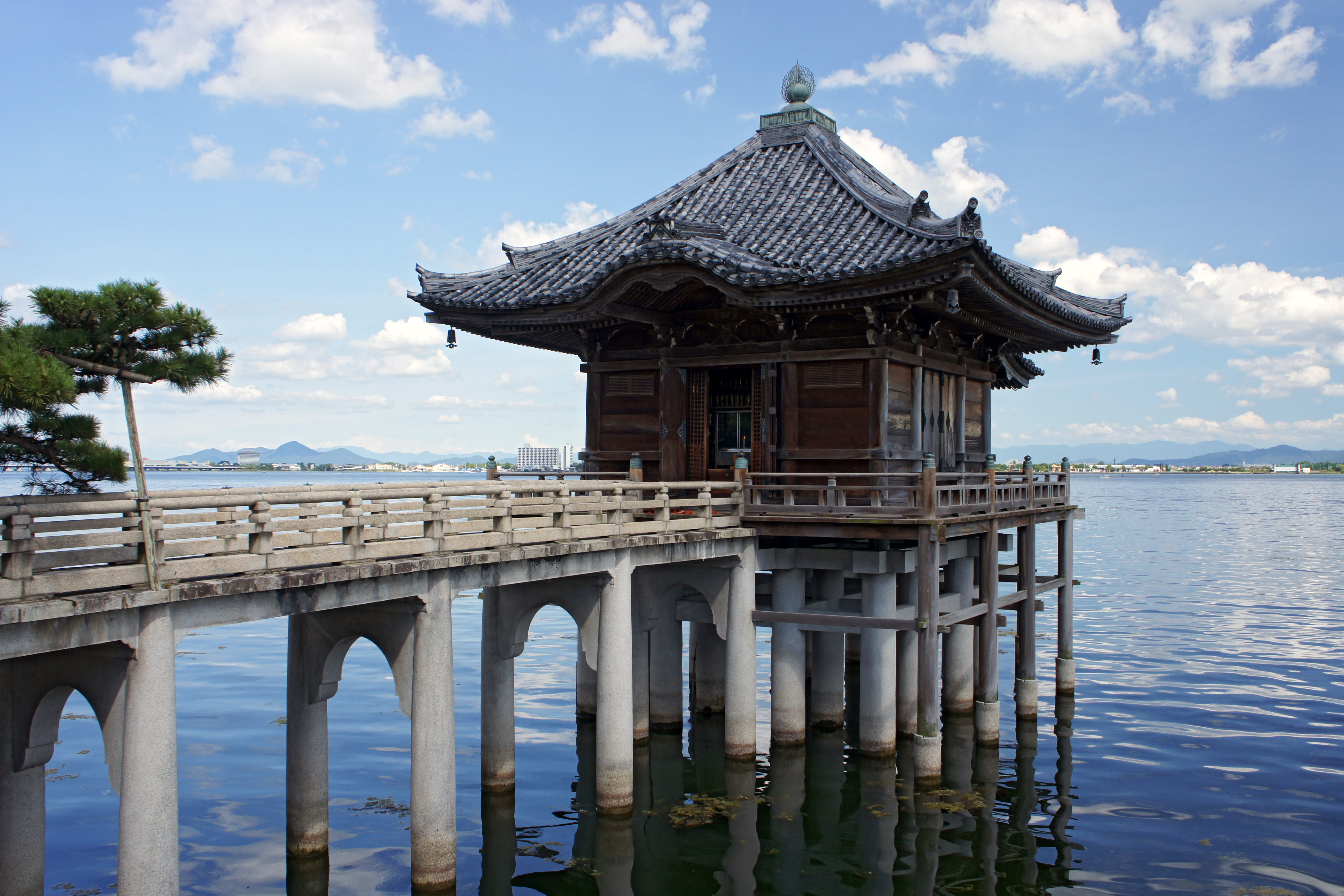
Dachform hōgyō der Ukimi-Halle (Ukimidō), Katata
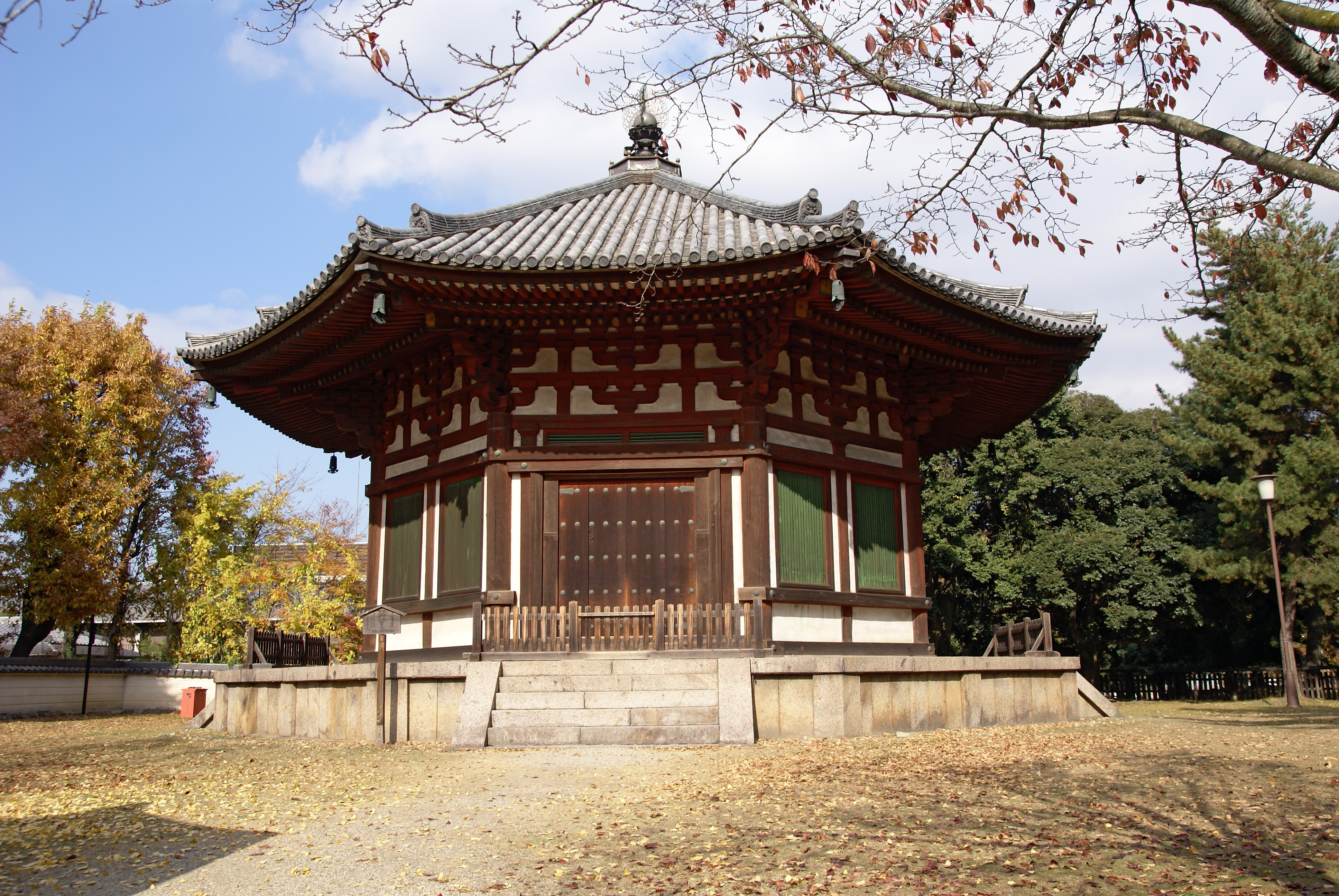
Dachform hōgyō beim Kōfuku-Tempel (Kōfuku-ji), Nara

### Säulen und Kapitelle
Bei Blick auf den Eingang heißt die seitliche Anordnung der Säulen keta-yuki (桁行). Dies entspricht der Richtung, in die der First zeigt. Die Anordnung in der Tiefe nennt man hari-yuki (梁行) oder harima (梁間). Die Frontsicht auf das Gebäude zeigt immer eine ungerade Anzahl von Zwischenräumen, wobei das keta-yuki vom Rande zur Mitte hin größer wird, um diese zu betonen. Die Säulen der frühen Nara-Zeit weisen gelegentlich eine leicht bauchige Form (Entasis) auf.
Dem europäischen Kapitell entspricht eine, oft mehrfach gestaffelte Holzkonstruktion (kumimono 組物). Um das Gewicht des schweren Daches aufzufangen, wurden mehrstufige Kapitelle auf die Säulen gesetzt. Die ausladenden Stufen der Querholz-Klammern (hijiki) werden in der Form futa-tesaki, mi-tesaki usw. gezählt.

Beispiele
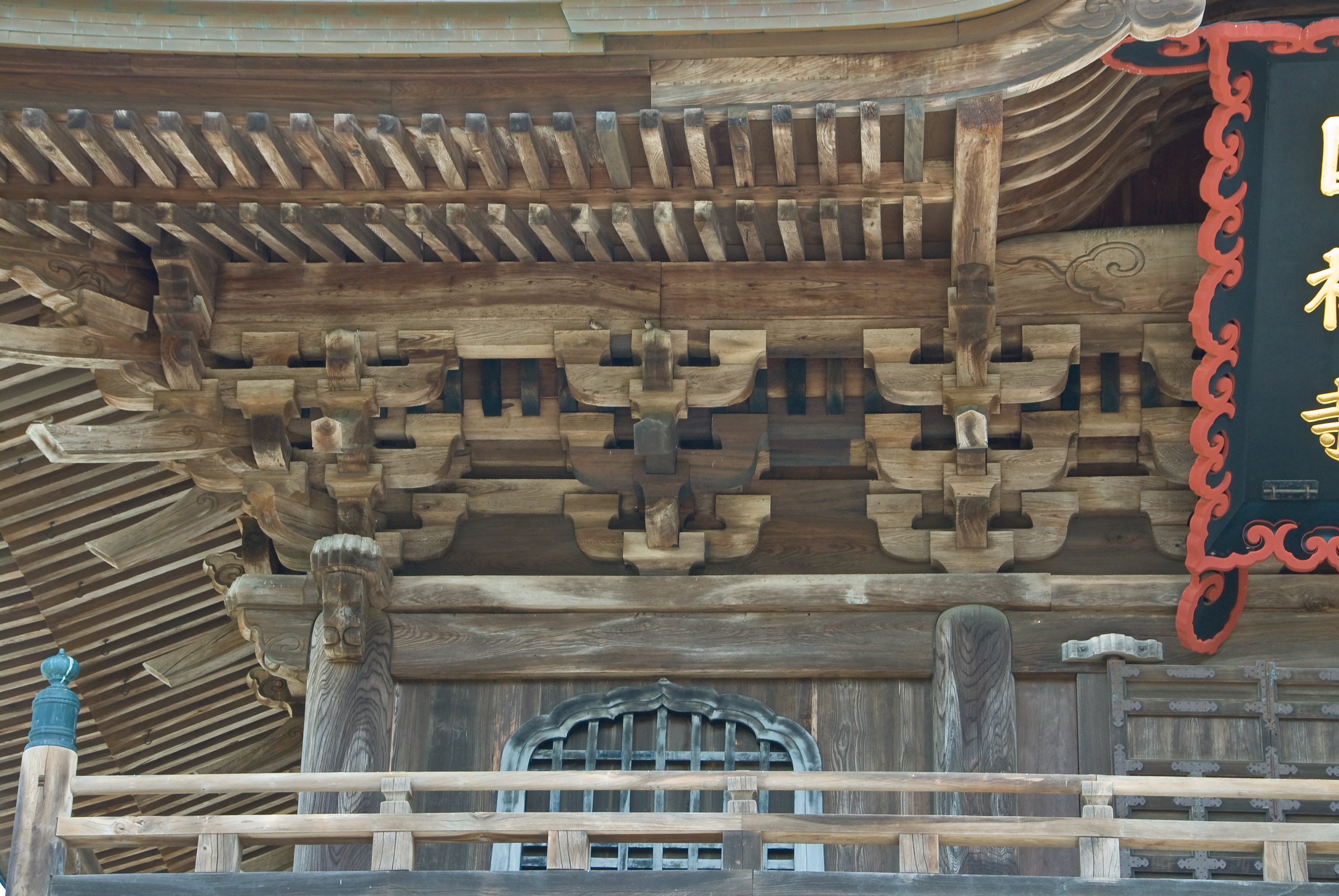
zweistufige Klammer ( Futa-tesaki) im Sanmon-Tor des Kenchō-Tempels (Kenchō-ji)
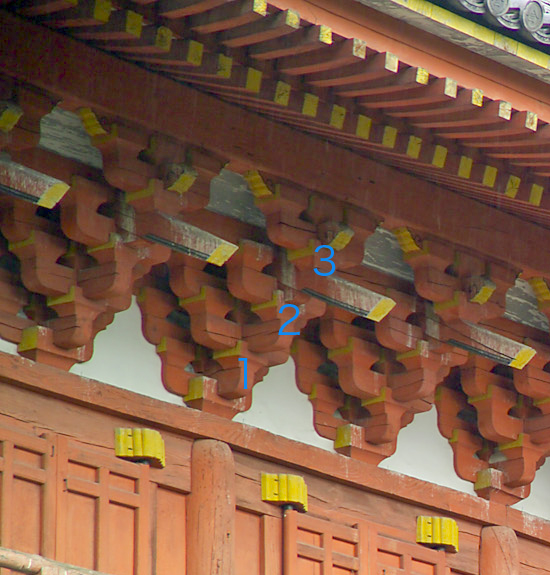
dreistufige Klammer (Mi-tesaki) im Sanmon-Tor des Daitoku-Tempels (Daitoku-ji)

### Pagoden
Die Pagode (塔 tō) kommt in zwei Grundtypen vor. Die vorwiegend in Anlagen des Shingon-Buddhismus und Tendai-Buddhismus zu findende „Vielschatz-Pagode“ (tahōtō 多宝塔) ist zweistöckig. Ihren Namen erhielt sie in Anspielung auf den Prabhūtaratna-Buddha (Tahō Nyorai 多宝如来), der im 11. Kapitel des Lotos-Sutra in einer Juwelen-Stupa sitzend beschrieben wird. Ihre kleine Form heißt „Schatz-Pagode“ (hōtō 宝塔). Dieser Begriff dient heute aber auch zur Bezeichnung von Pagoden mit rundem Baukörper im Gegensatz zu jenen mit viereckigem Grundriss.
Der zweite Grundtyp wird mit der jeweiligen Zahl der (optischen) Stockwerke als dreistöckige Pagode (sanjū-no-tō, 三重塔), fünfstöckige Pagode (gojū-no-tō, 五重塔) usw. bezeichnet. Wegen der hier und dort angebrachten Saumdächer (mokoshi) entspricht diese Zahl jedoch nicht immer der Zahl der tatsächlichen Stockwerke im Inneren des Bauwerks.
Daneben findet man Sonderformen, wie die achteckige Pagode des Anraku-Tempels Anraku-ji in Nagano oder die dreizehnstöckige Pagode des Tanzan-Schreins (Tanzan-Jinja) bei Sakurai (Nara).

Beispiele
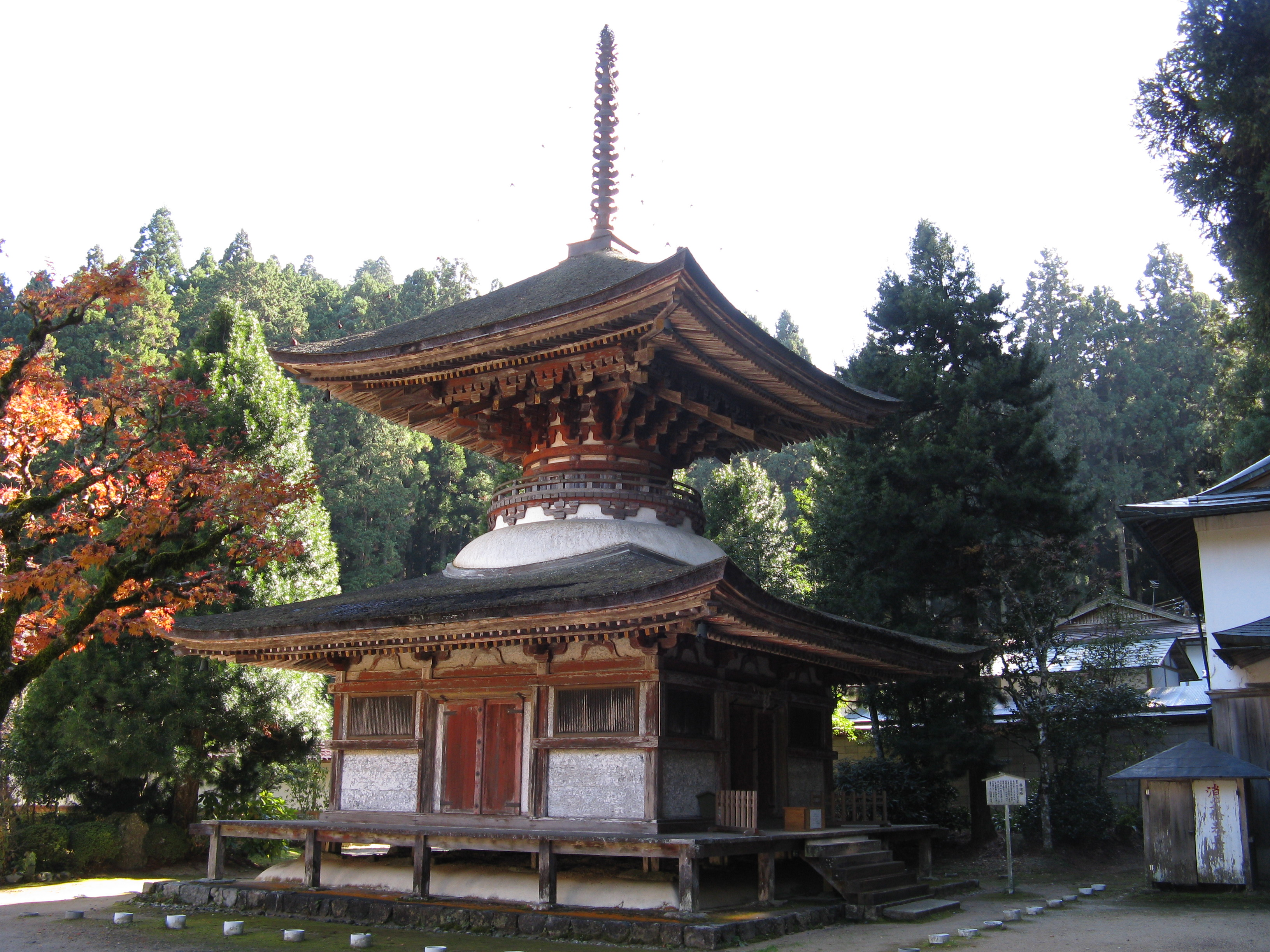
„Vielschatz-Pagode“ (tahōtō) auf dem Kōyasan, Präfektur Wakayama
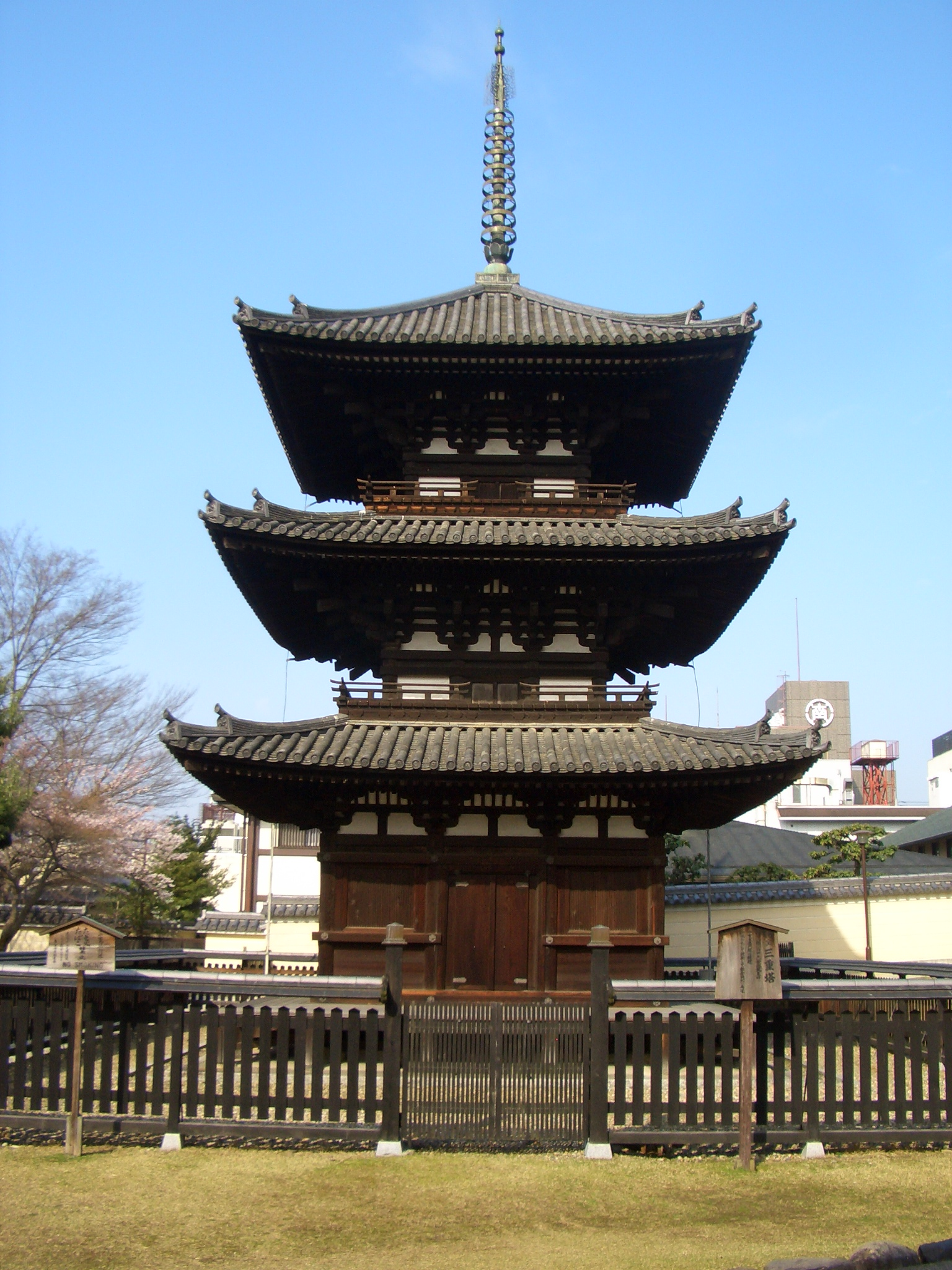
dreistöckige Pagode im Kōfuku-Tempel (Kōfuku-ji), Nara
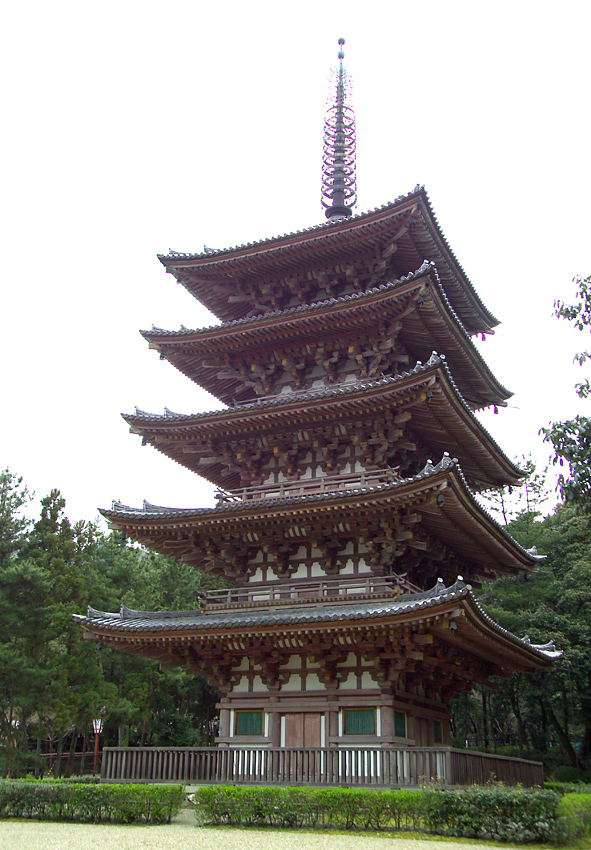
fünfstöckige Pagode im Daigo-Tempel (Daigo-ji), Kyoto
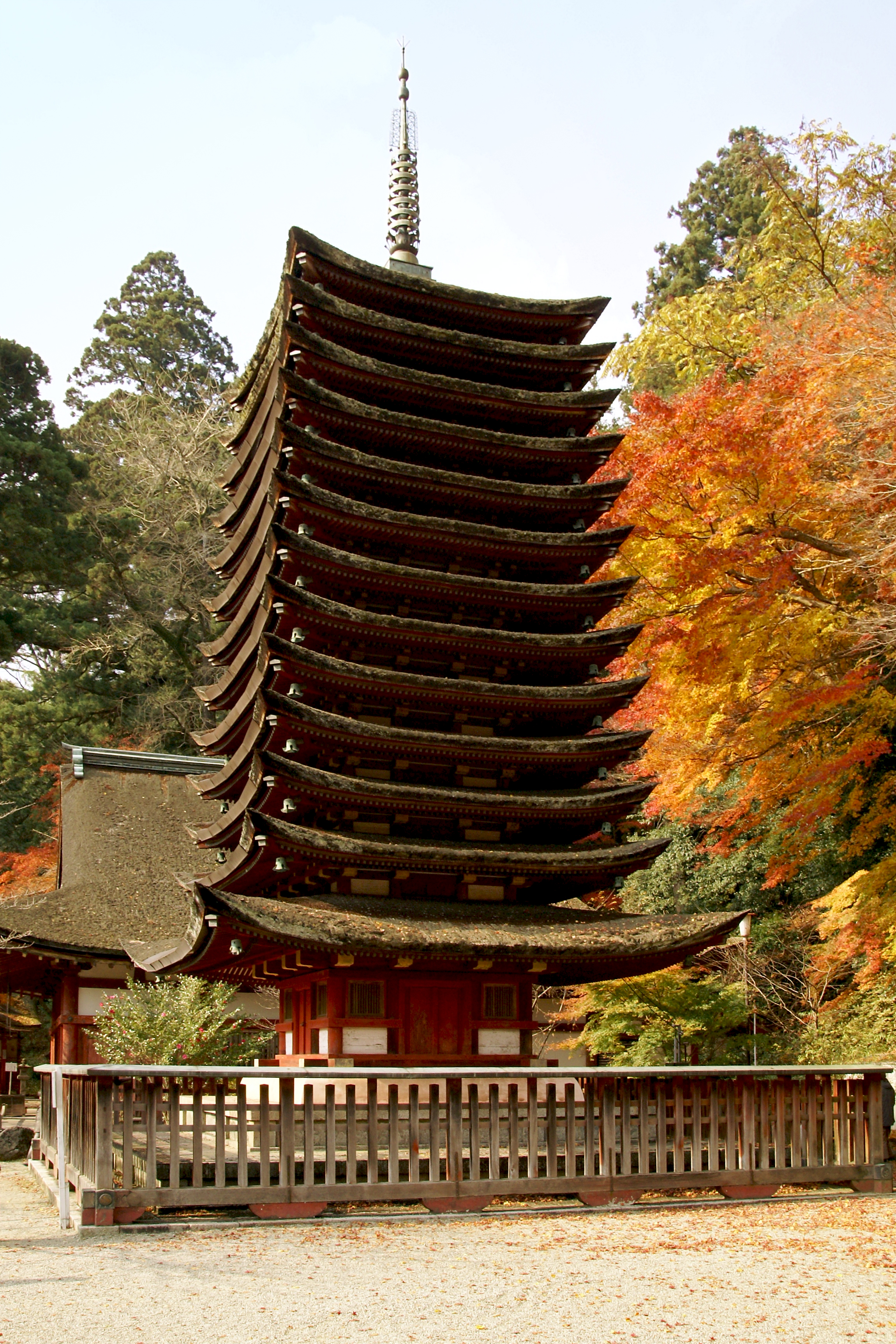
dreizehnstöckige Pagode des Tanzan-Schreins, Sakurai
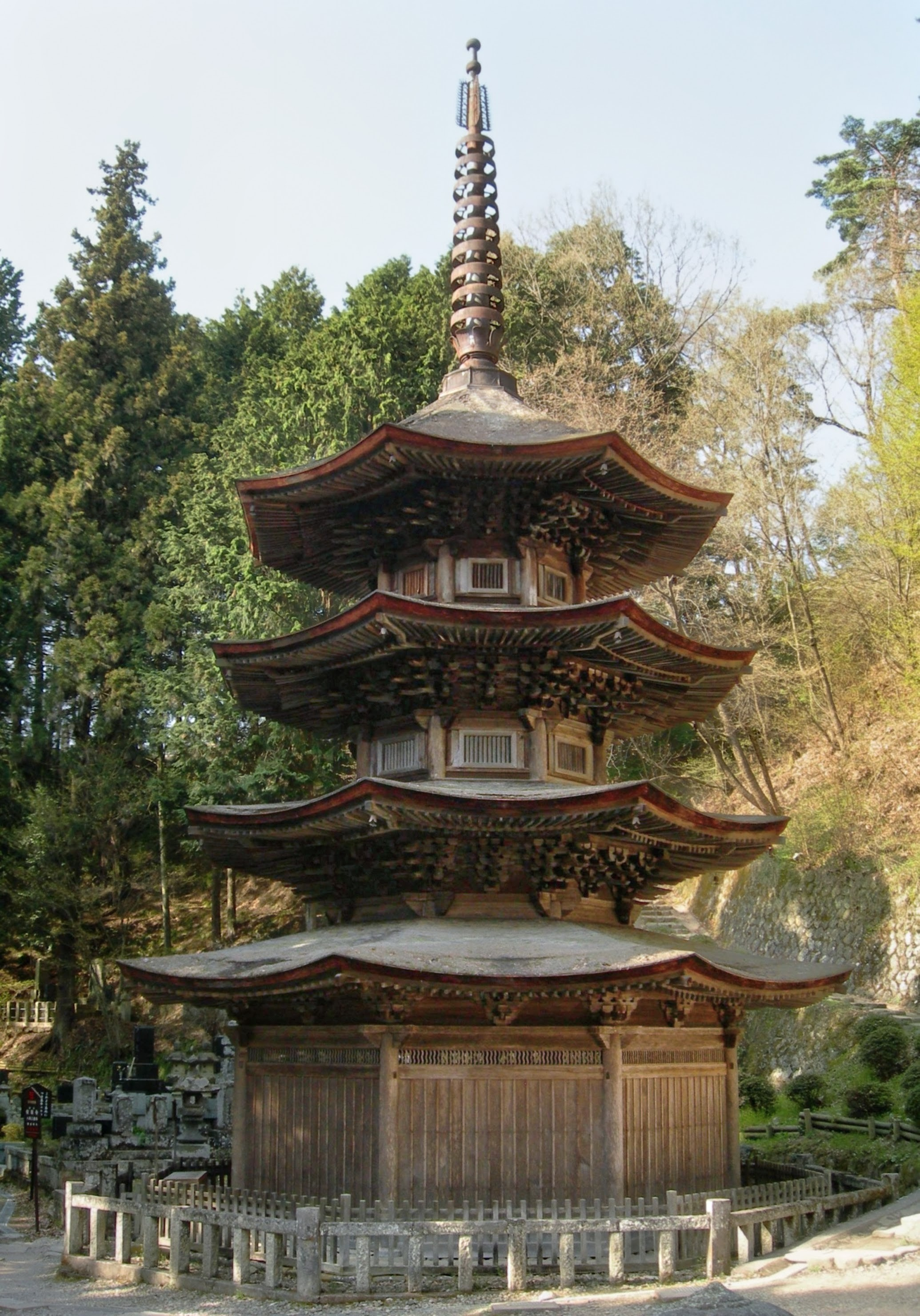
achteckige Pagode des Anraku-Tempels (Anraku-ji) in Nagano

### Tore

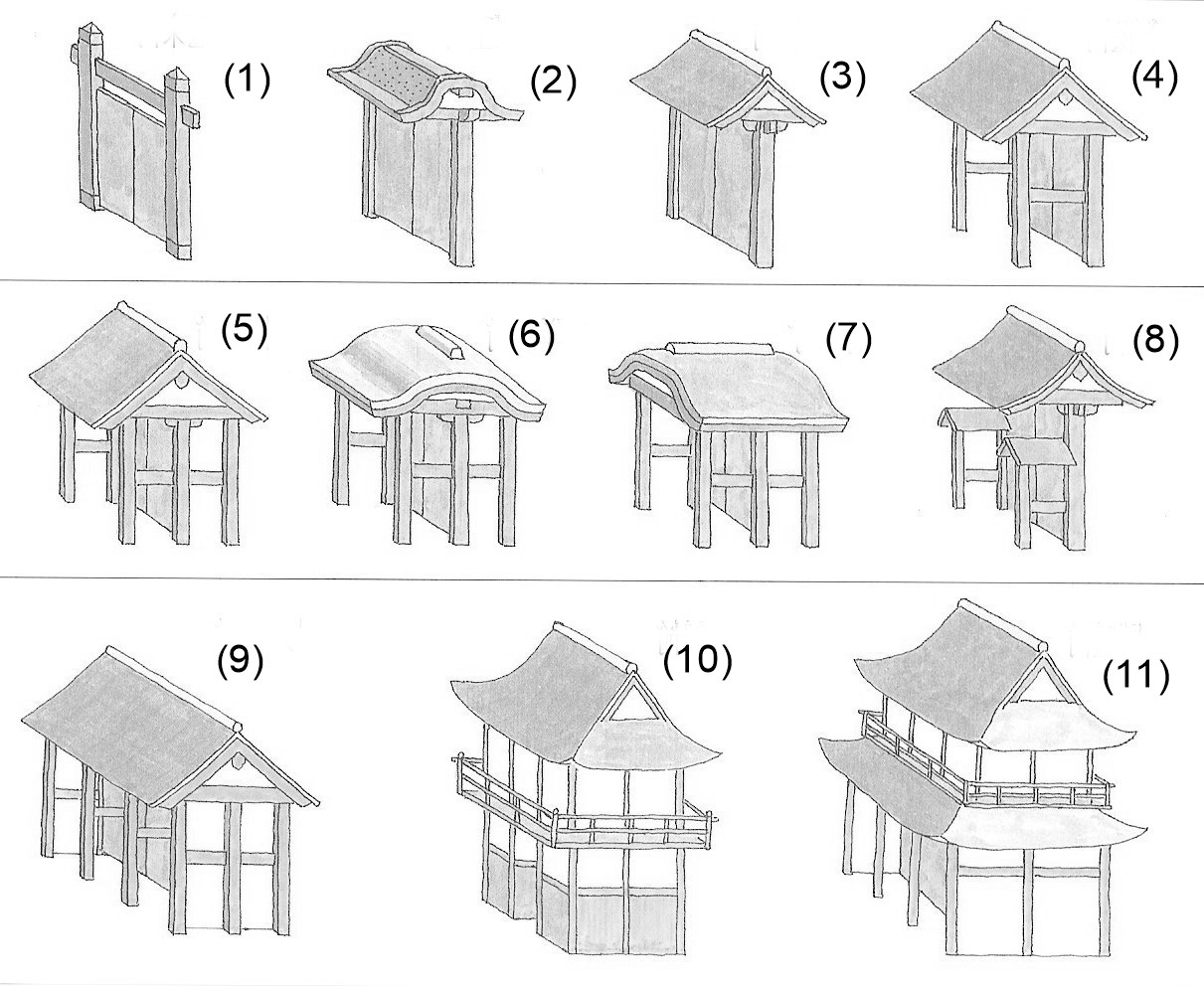
Tore

Hier gibt es kaum deutschen Entsprechungen:
1. kabuki-mon (冠木門), Querbalken-Tor
2. agetsuchi-mon (上土門)
3. muna-mon (棟門), Tor mit Giebeldach über dem Querbalken
4. yakui-mon (薬医門)
5. shikyaku-mon (四脚門), vierfüßiges Tor (mit vier Hauptpfeilern)
6. hira karamon (平唐門), breites China-Tor
7. mukai karamon (向かい唐門)
8. kōrai-mon (高麗門), Korea-Tor
9. hakkyaku-mon (八脚門), achtfüßiges Tor (mit acht Hauptpfeilern)
10. rō-mon (楼門), (zweistöckiges) Turm-Tor
11. nijū-mon (二重門), doppeltes Tor

Beispiele
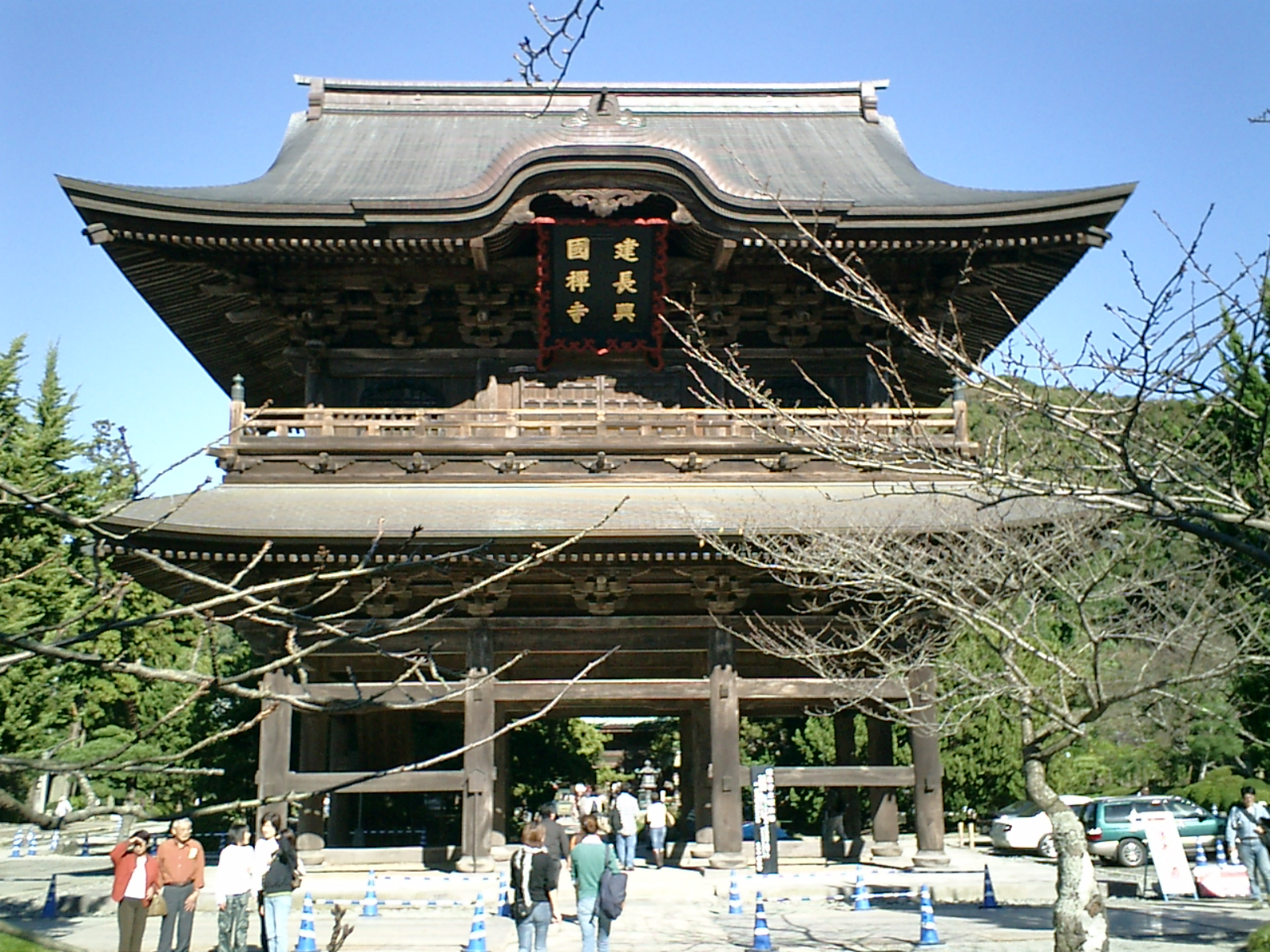
doppeltes Tor (nijū-mon) des Kenchō-Tempels (Kenchō-ji), Kamakura
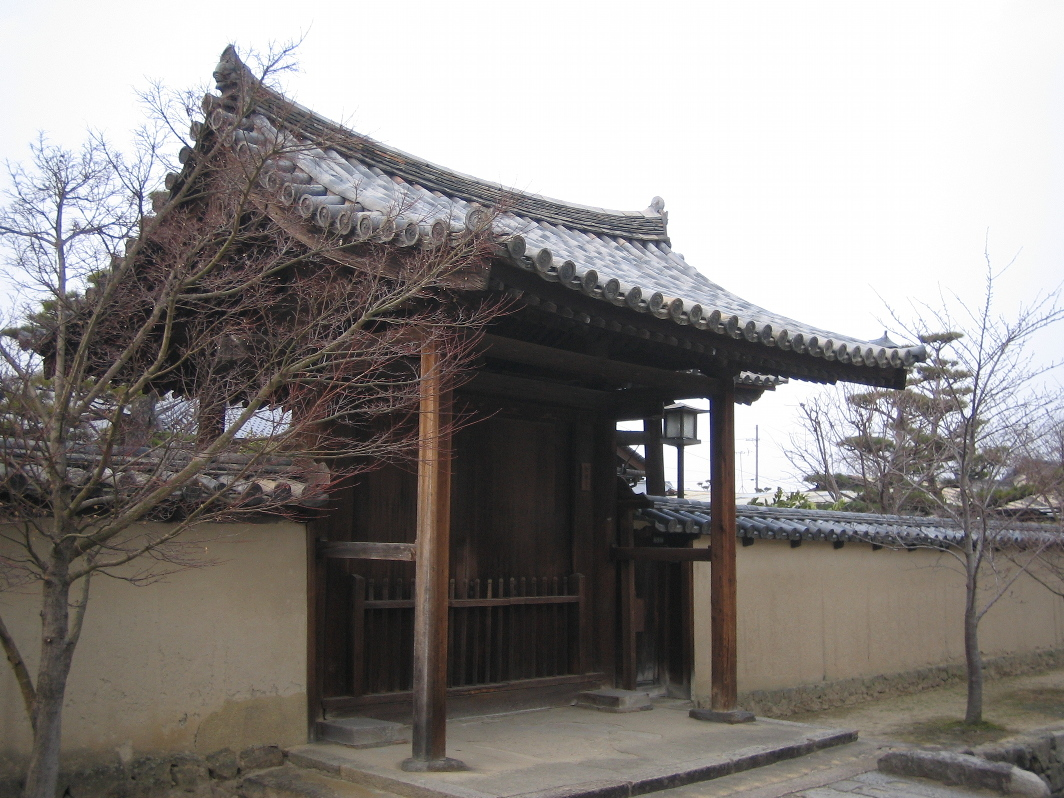
vierfüßiges Tor (shikyaku-mon) des Hōryū-Tempels (Hōryū-ji), Präfektur Nara
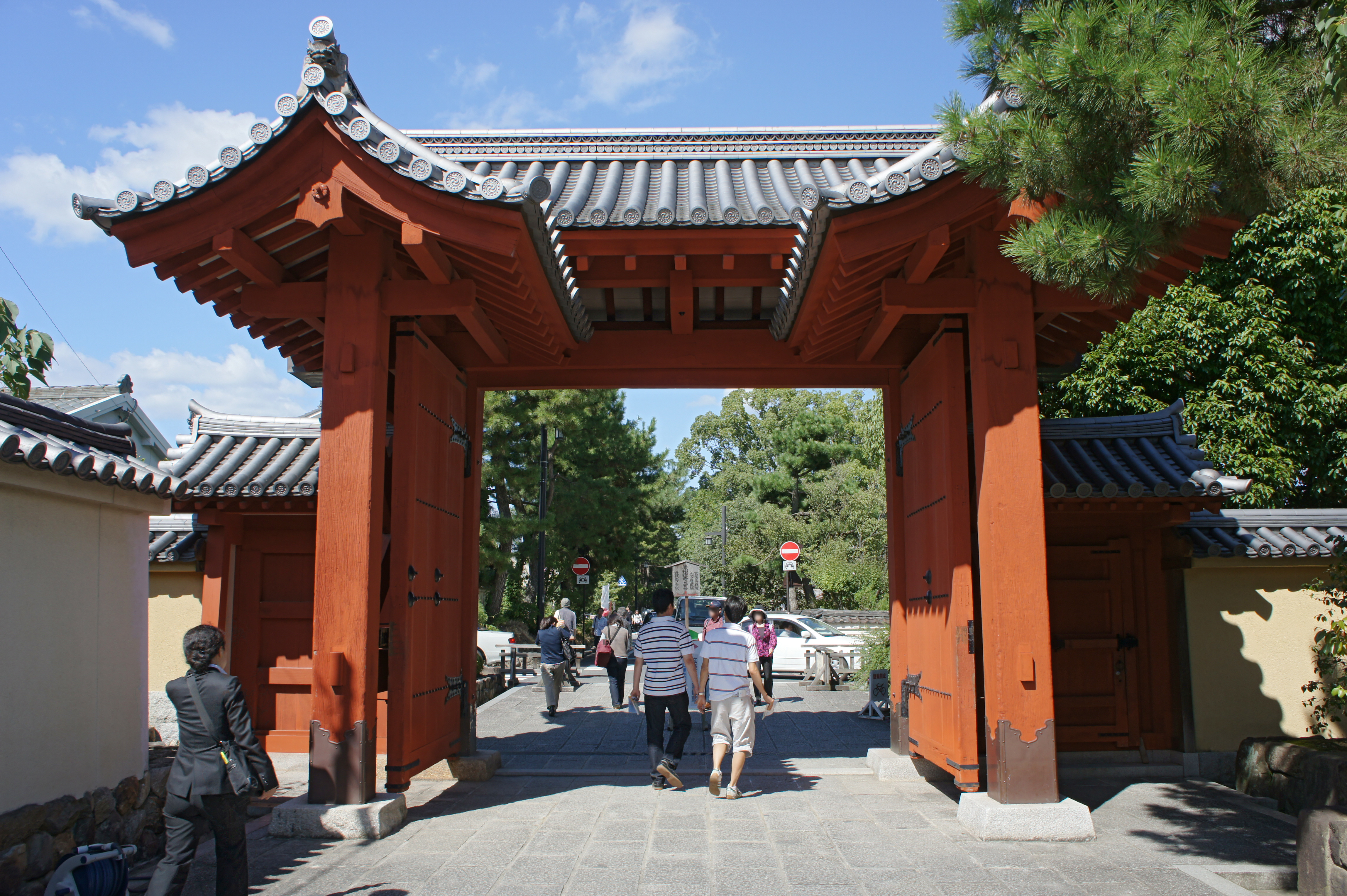
Korea-Tor (kōrai-mon) des Yakushi-Tempels (Yakushi-ji), Nara
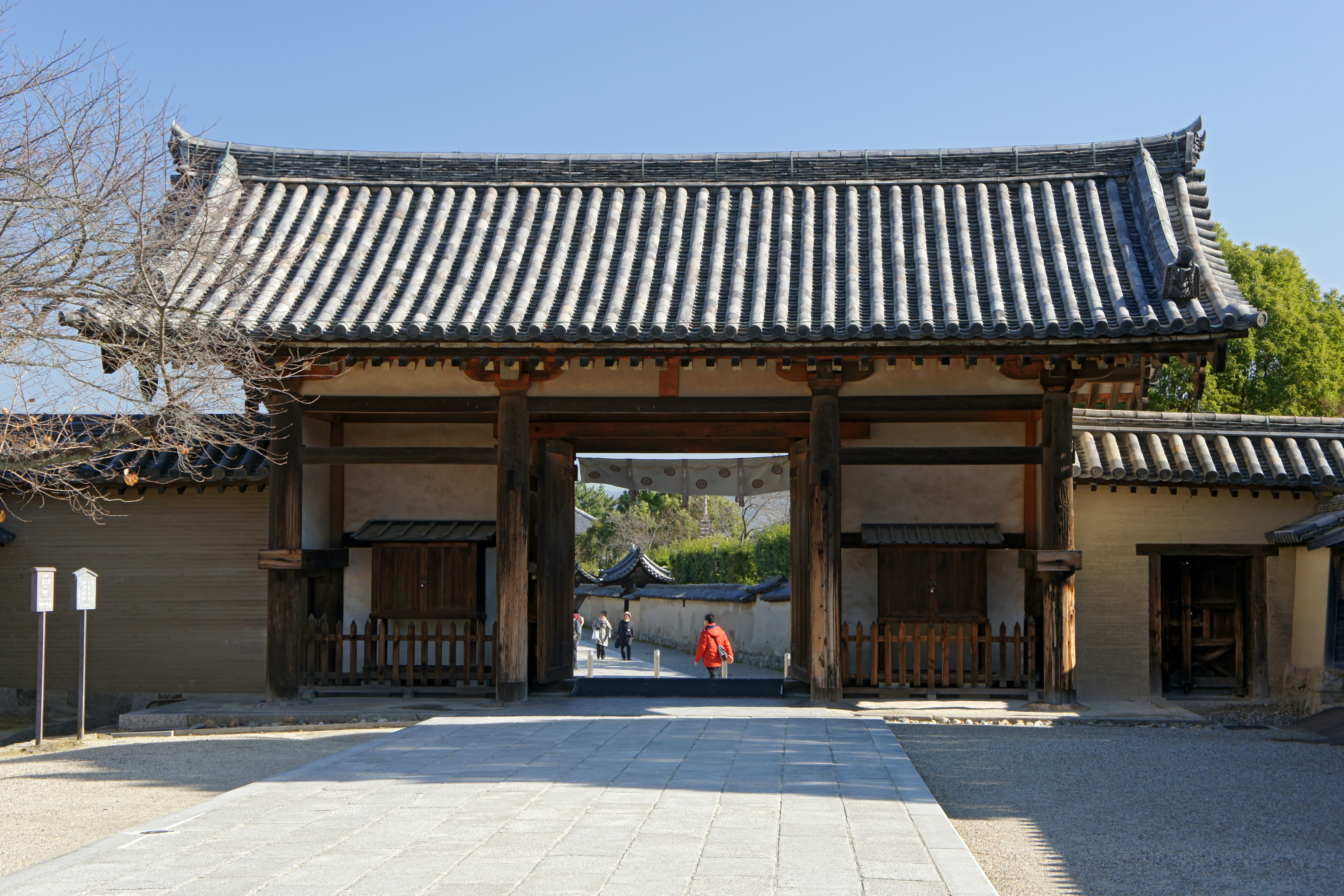
achtfüßiges Tor (hakkyaku-mon) des Hōryū-Tempels (Hōryū-ji) in Ikaruga, Präfektur Nara
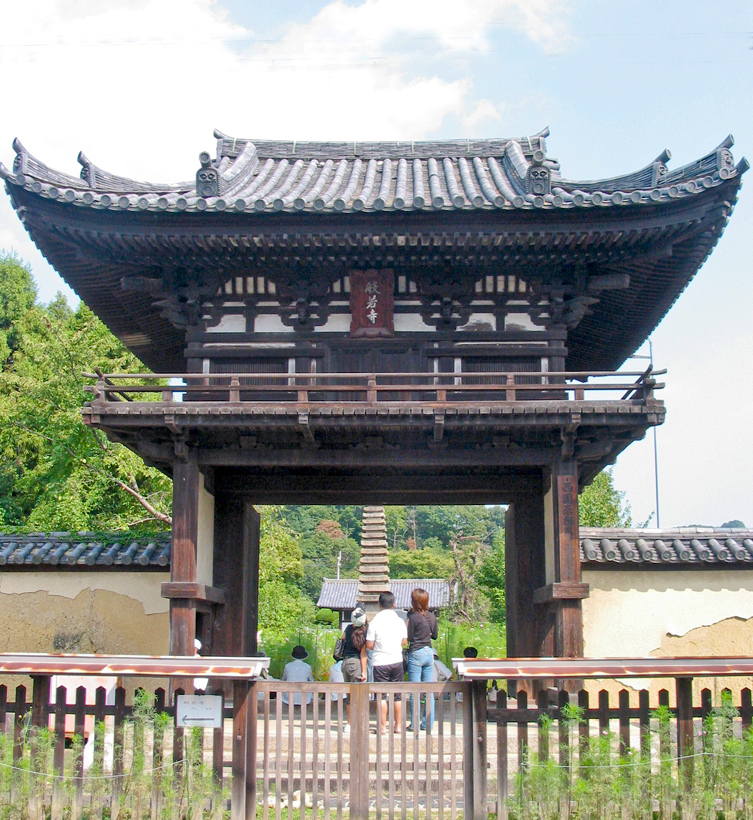
Turm-Tor (rō-mon) des Hannya-Tempels (Hannya-ji), Nara[Anm 4]
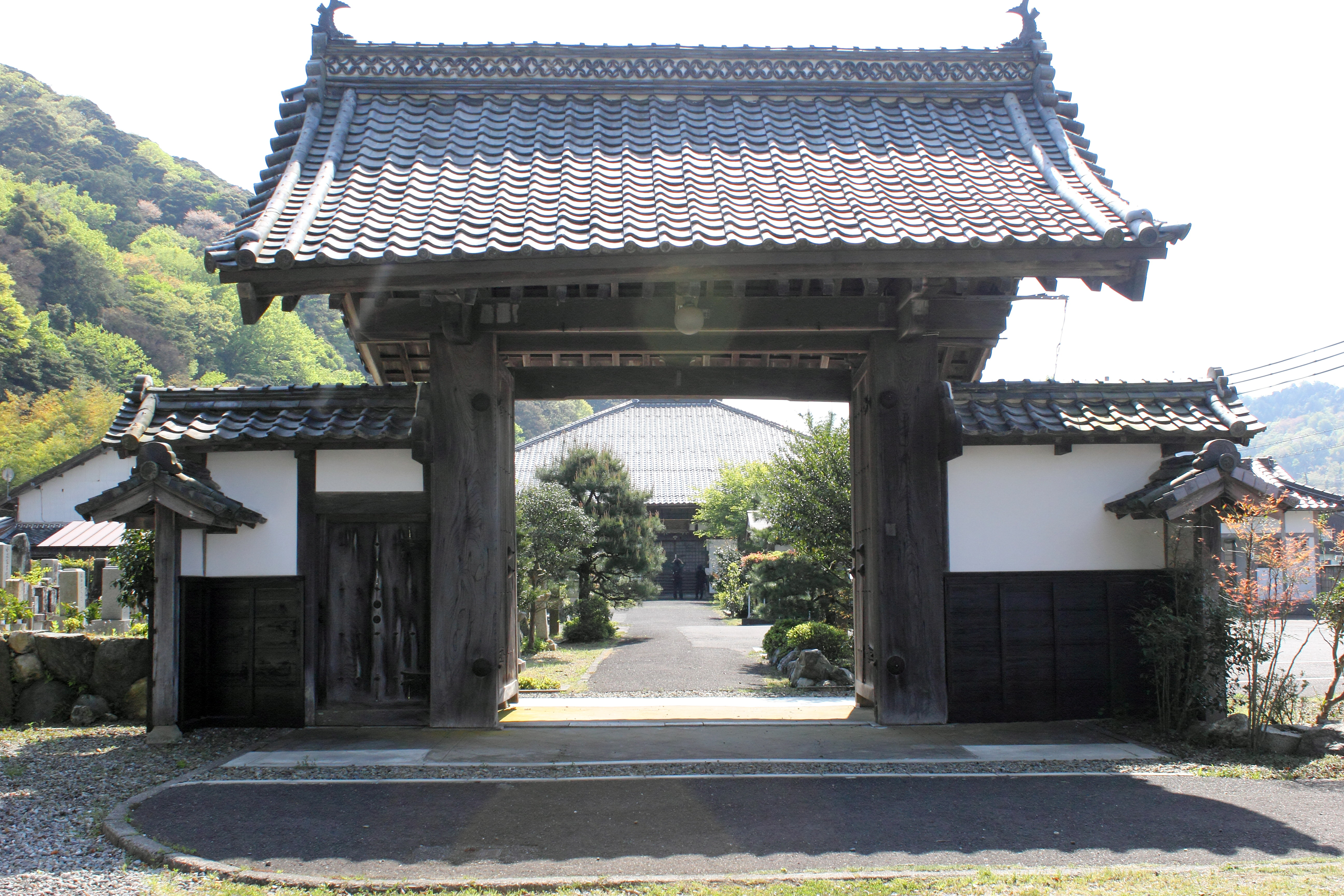
yakui-mon des Kūin-Tempels (Kūin-ji), Obama (Präfektur Fukui)